# Жан-Поль Бельмондо

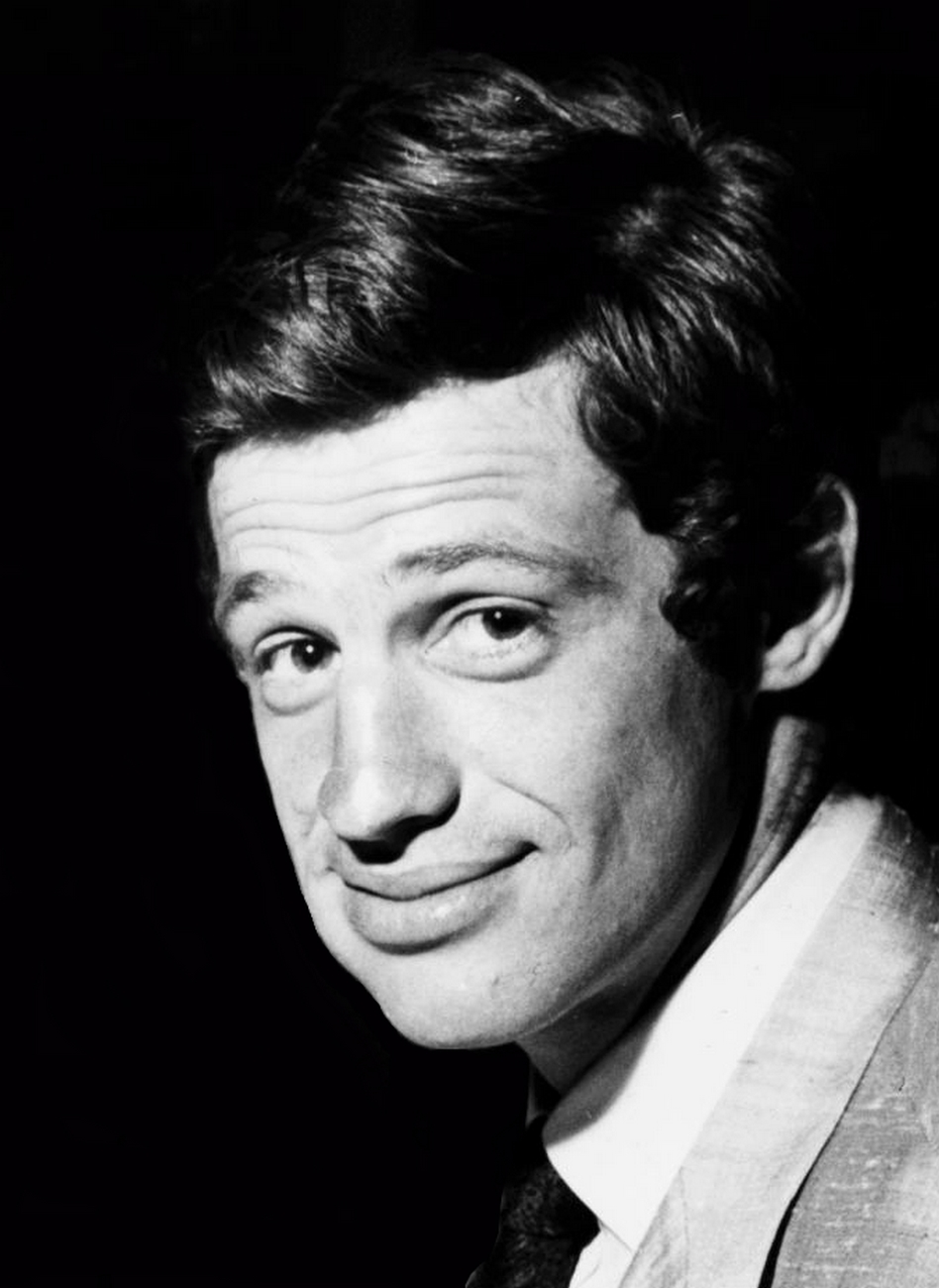
Бельмондо у 1960 році

Жан-Поль Бельмондо́ (фр. Jean-Paul Belmondo; 9 квітня 1933, Неї-сюр-Сен, Іль-де-Франс, Франція — 6 вересня 2021, VII округ, Париж, Франція) — французький актор театру і кіно та продюсер. Представник Французької нової хвилі, зірка французького кінематографу 1960-х—1980-х років. Серед найвідоміших робіт: стрічки «На останньому подиху» (1960), «Людина з Ріо» (1964), «Безтямний П'єро» (1965), «Борсаліно» (1970), «Надзвичайний» (1973), «Хто є хто» (1979), «Гра в чотири руки» (1980) та «Професіонал» (1981). Особливо відомий завдяки своїм ролям поліцейських у бойовиках-трилерах. Входив до числа акторів-лідерів із касових зборів, серед яких були зокрема Луї де Фюнес та Ален Делон, Бельмондо за свою майже 50-річну кар'єру зібрав близька 160 мільйонів глядачів. У період з 1969 по 1982 роки чотири із його робіт стали найпопулярнішими фільмами року у Франції: «Мозок» (1969), «Страх над містом» (1975), «Потвора» (1977), «Ас із асів» (1982), поступаючись у цьому плані лише Луї де Фюнесу. Отримував пропозиції зніматися в Голлівуді, але постійно відмовлявся.
Його порівнювали з такими акторами, як Джеймс Дін, Марлон Брандо та Гамфрі Боґарт. Бельмондо, якого називають «іконою» та національним надбанням Франції, вважається не лише одним із найвпливовіших акторів французького кіно, але й важливою фігурою у формуванні європейського кіно. 1989 року Бельмондо отримав Премію «Сезар» за найкращу чоловічу роль у фільмі «Улюбленець долі». За свою кар'єру актор двічі був номінований на Премію BAFTA. У 2011 і 2017 роках він був відзначений за свої життєві досягнення Почесною «пальмовою гілкою» Каннського кінофестивалю і Премією «Сезар».

## Життя та творчість

### Ранні роки
Жан-Поль Шарль Бельмондо народився в Неї-сюр-Сен, в заможній родині діячів мистецтв. Він був другим із трьох дітей Поля Бельмондо (1898—1982), відомого скульптора п'ємонтського та сицилійського походження, що народився в Алжирі, та Мадлен Рейно-Рішар (1901—1997), художниці, яка познайомилася з майбутнім чоловіком під час навчання у Національній школі образотворчих мистецтв у Парижі.
Свої ранні роки Жан-Поль провів на вулиці Вілла Сен-Жак у Парижі, потім 1938 року сім'я переїхала на вулицю Віктор-Консидант, тому що його батько мав неподалік студію в колишніх стайнях на авеню Денфер-Рошро, 77. У молодості він тривалий час займав двокімнатну квартиру в цьому ж будинку. За визнанням Жана-Поля, мистецтво складало його життя змалку. У майстерні батька з'являлися відомі художники, письменники, артисти Франції. Вони вели жваві дискусії про сучасний живопис та скульптуру, театр та кіно. Усю Другу світову війну та німецьку окупацію Жан-Поль разом з матір'ю жили у своєму сільському маєтку, де вони нічим не вирізнялися серед інших мешканців, як і всі переносили тягар воєнного часу: вистоювали у чергах за продуктами, економили на всьому та рятувались у підвалі від бомбардувань. Голова ж сім'ї, Поль Бельмондо, провів ці роки в Парижі, продовжуючи працювати у своїй майстерні.
Жан-Поль навчався у найкращих паризьких школах (Парафіяльна школа на вулиці Анрі-Барбюс, Ельзаська школа, з якої його швидко виключили, Школа Паскаля, Гімназіях Людовіка-ле-Грана, Анрі-IV та Монтеня), де він зарекомендував себе як учень, що не хоче вчитися й мав нестерпний характер. Жан-Поль був учасником всіляких витівок і бійок, в одній з яких йому перебили носа. У дуже юному віці він став захоплюватися спортом, їздою на велосипеді, футболом (у старших класах він був воротарем), потім боксом, яким довгий час займався як аматор, а в підлітковому віці недовго виступав як професіонал, здобувши чотири перемоги, чотири поразки і нічию. Надалі Бельмондо коментував свою пристрасть до боксу словами: «У 15 років, після того, як я почув по радіо про перемогу Марселя Сердана над Тоні Зейлом, у мене з'явилася лише одна ідея: боксувати. Але для боксу треба бути голодним та ненависним. Але я не був готовим до цього». Жан-Поль любив відвідувати театр, 1948 року він захопився новою презентацією п'єси «Вчені жінки» у виконанні акторки Деніз Женс, що тоді дебютувала на сцені «Будинку Мольєра». У віці шістнадцяти років він захворів на первинну стадію туберкульозу, через що батьки відправили його на лікування в Канталь в Алланші, де під час відпочинку на свіжому повітрі, він вирішив стати актором.
Повернувшись з Оверні, попри несприятливу думку актора Андре Брюно, який був членом театрального товариства французької комедії, Бельмондо вирішив стати актором. Він брав уроки акторської майстерності у Раймона Жирара, після чого дебютував як актор у 1950 році, даючи виставу «Спляча красуня» в лікарнях міста Парижа. Також протягом шести місяців Жирар допомагав йому готуватися до вступних іспитів у Національну консерваторію драматичного мистецтва, які він провалив, але був допущений як вільний слухач 1951 року. У січні 1952 року Бельмондо вирішив перездати вступний іспит, але знову провалив його. Лише у жовтні того року його нарешті прийняли. П'єр Дюкс, учнем якого став Бельмондо, казав про нього, «З твоєю зовнішністю не бути тобі героєм-коханцем. Ти ніколи не зможеш обійняти жінку, не викликавши гомеричного сміху у залі». Цей же професор консерваторії пророкував йому ролі другого плану. Навчаючись чотири роки, Бельмондо потоваришував й з іншими студентами, так званою «консерваторною бандою», що складалася із Жана Рошфора, Жана-П'єра Мар'єля, Бруно Кремера, П'єра Верньє та Мішеля Бона. Також він брав участь у театральних виставах під керівництвом Мішеля Галабрю. Разом із Гі Бодосом він виступав у кабаре на сільських площах та терасах кафе, виконуючи скетчі П'єра Дака та Франсіса Бланша.
Вчителі Бельмондо й надалі давали низьку оцінку його здібностям. 1956 року на випускному іспиті консерваторії Бельмондо виконав сцену із вистави «Кохання і фортепіано» Жоржа Фейдо. Публіка вітала його виступ, тоді як комісія на чолі з Марселем Ашаром поставила актору низький бал, через що він втратив можливість працювати у відомих театрах Франції, зокрема в «Комеді Франсез». Після цього, під час тріумфального виносу на руках своїми товаришами, Бельмондо у помсту показав своїм екзаменаторам непристойний жест рукою. Тоді актор та викладач консерваторії Анрі Роллан сказав йому: «Як викладач я тебе не схвалюю, але як людина говорю тобі „браво“!».

### 1953—1959: акторський дебют
1953 року Бельмондо дебютував на сцені, виступивши у двох виставах Театру де л'Ательє: «Медеї» Жана Ануя та «Заморе» Жоржа Неве у постановці Андре Барсака. Молодому актору дуже подобалося грати у п'єсі Ануя, саме на її афіші вперше з'явилося його ім'я Жана-Поля Бельмондо, але ця трагедія не мала належного успіху у публіки, через що він потім заявив: «„Медея“ — це перший провал Жана Ануя, у якому я зіграв!».
1956 року Бельмондо знявся у фільмі «Недільні друзі» на замовлення CGT (одного з найбільших профсоюзів Франції), у зніманні якому також брала участь група молодих льотчиків. На зніманні він познайомився з кількома зірками-початківцями, у тому числі з молодим Мішелем Пікколі. Але під тиском продюсерів фільм не вийшов у прокат, він демонструвався лише в конфіденційному порядку в Парижі навесні 1957 року, а у наступні роки й взагалі безкоштовно, учасникам різних виробничих рад. Розчарований долею фільму, особливо, враховуючи те, що гонорар за знімання у ньому мав виплачуватися лише у вигляді відсотка від касових зборів, актор повернувся на театральну сцену, де виступив у п'єсах Жоржа Фейдо та Джорджа Бернарда Шоу. Але по-справжньому кінокар'єра Бельмондо почалася з невеликої ролі у фільмі «Будь красивою та помовчуй», знятому 1958 року Марком Аллегре, де він познайомився з Аленом Делоном, на той час теж актором-початківцем. Того ж року він розглядався на одну з головних ролей у фільмі «Дурисвіти» після того, як Марсель Карне помітив його у «Недільних друзях». Однак Карне вагався між ним та Лораном Терзієффом, обираючи актора на головну роль. Після довгих вагань, Карне у підсумку обрав Терзієффа, вважаючи, що той більше підходить для інтелектуальної ролі, однак він запросив і Бельмондо, щоб він зіграв роль одного з соратників персонажа Терзієффа, що дозволило молодому акторові «регулярно з'являтися протягом усього сюжету» фільму й отримати хороший гонорар.

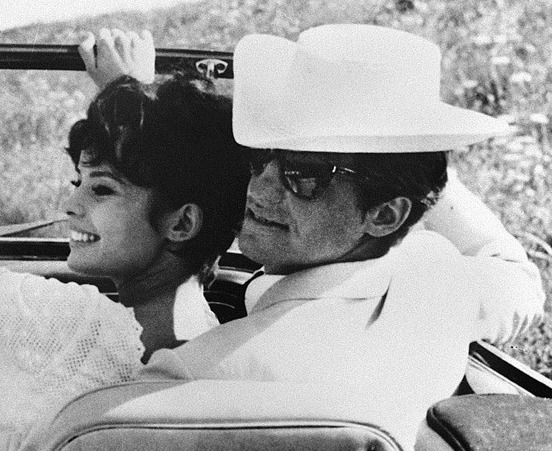
Бельмондо і Паскаль Петі на зніманні фільму «Листи послушниці» (1960)

Наступною роллю Бельмондо став фільм Марка Аллегре «Дивна неділя», за участю Бурвіля та Даніель Дар'є. Жан-Люк Годар, який тоді був критиком видання «Кайє дю синема», вважав фільм «огидним», але хвалив талант Бельмондо, в якому він бачив «Мішеля Симона і Жюля Беррі завтрашнього дня». Потім Годар запросив його на роль у своєму короткометражному фільмі «Шарлотта та її коханець», який відкривав період співпраці Бельмондо з режисерами-представниками руху «Нової хвилі». Того ж 1958 року Бельмондо був призваний на військову службу й відправлений на Алжирську війну, через що були скасовані його виступи у п'єсі «Оскар» та озвучення фільму «Шарлотта та її коханець», який вийшов з голосом Годара. Після повернення зі служби Бельмондо знову зайнявся пошуком ролей.
Наступного року він зіграв свою першу головну роль у картині «На подвійний поворот» Клода Шаброля. Фільм отримав середній комерційний успіх. Після цього Бельмондо зіграв у ще одному фільмі «Нової хвилі» «На останньому подиху» Жана-Люка Годара, який він вважав менш важливим, ніж картина Шаброля. Актор був у захваті від умов роботи з Годаром, де іноді імпровізувалися діалоги, після чого він знявся у «Зваж на всі ризики», кримінальному фільмі режисера Клода Соте, де він зіграв разом з Ліно Вентурою. Роль у фільмі Соте була дуже цікавою для Бельмондо, він уперше грав гангстера, до того ж, характер якого, був добре прописаний сценаристами. Ще до виходу фільмів Годара та Соте Бельмондо завершив десятиліття роллю д'Артаньяна в телевізійній драмі «Три мушкетери» режисера Клода Барми, яка знімалася і транслювалася в прямому ефірі на Різдво 1959 року. Однак актору не сподобалася його перша телевізійна роль, через низький гонорар, викликаний умовами прямого ефіру.

### 1960—1970: вирішальний момент та популярність

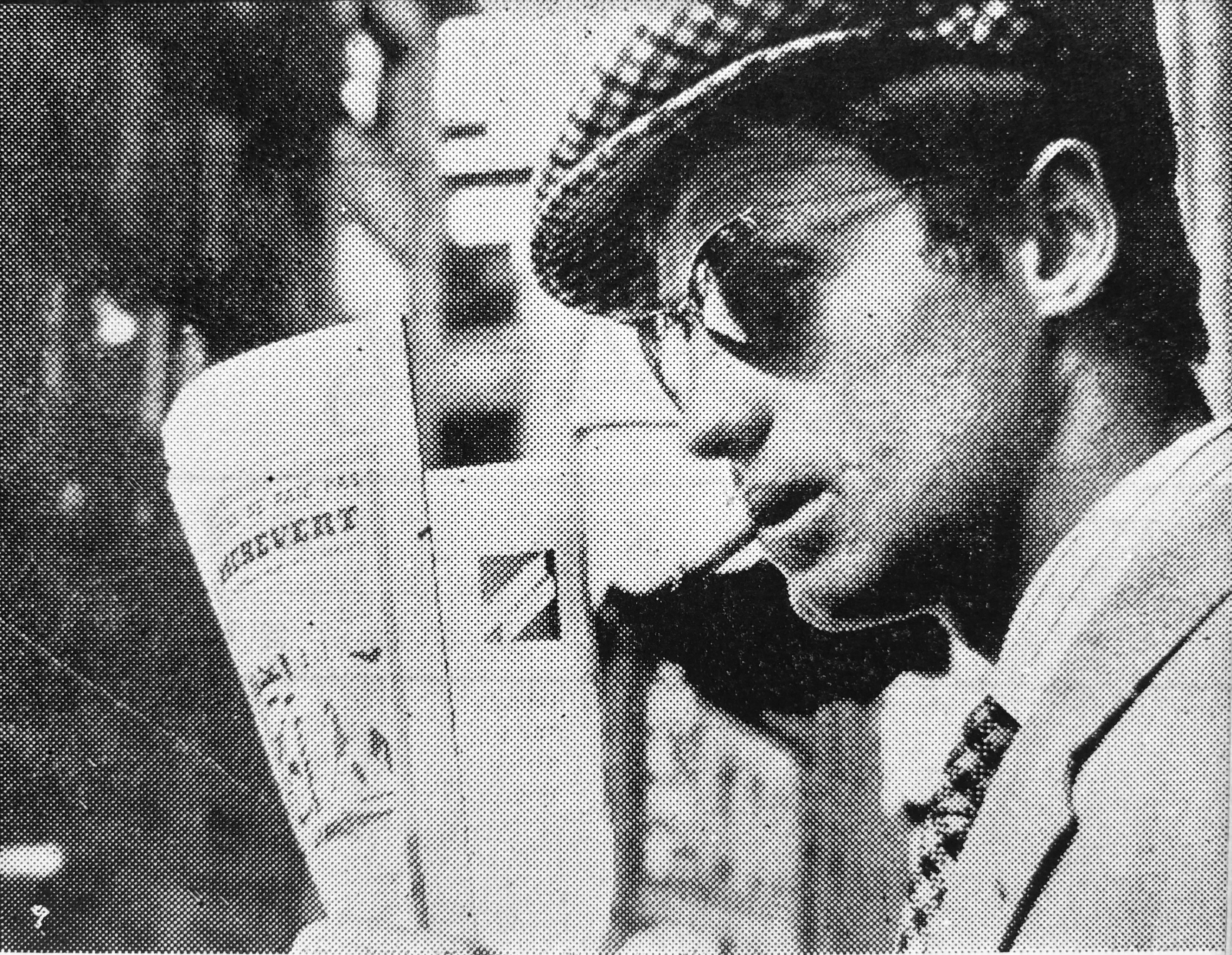
Бельмондо у ролі злочинця Мішеля Пуакара у фільмі «На останньому подиху» (1960)

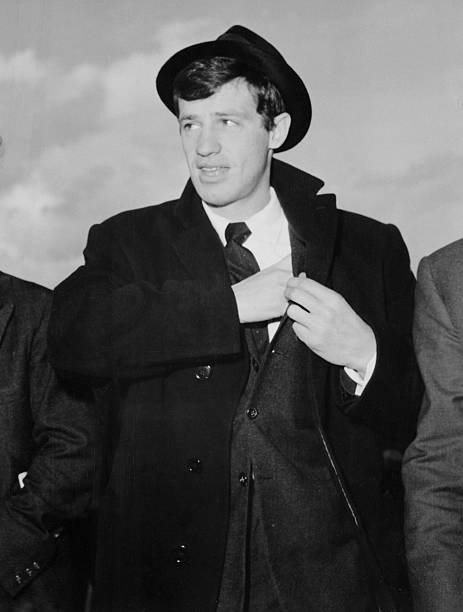
Бельмондо у 1962 році

1960-й став вирішальним роком для Бельмондо: кримінальна драма «На останньому подиху» Годара, що вийшла у березні, не лише отримала визнання публіки та критиків, але й зарекомендувала себе як один із фільмів-флагманів «Нової хвилі». Фільм отримав безліч призів (зокрема він був удостоєний «срібного призу» за режисуру на Міжнародному кінофестивалі в Західному Берліні 1960 року) і став класикою. Годар говорив, що без Бельмондо фільм був би зовсім інший, а сам актор називав картину своєю «Гонкурівською премією». Після цього успіху багато режисерів стали пропонувати Бельмондо ролі бандитів та злодіїв.
Наступного місяця після прем'єри «На останньому подиху» вийшов фільм «Зваж на всі ризики» Соте, який спочатку будучи затьмареним славою картини Годара, але після кількох повторів на телебаченні зміг отримати не менший успіх серед публіки. 1960-ті роки були дуже насиченими в кінокар'єрі Бельмондо, протягом цього періоду він знявся у 34 фільмах, став провідною фігурою французького кіно і швидко зарекомендував себе не лише як багатогранний актор, що здатний грати різнопланові ролі під керівництвом найвизначніших режисерів, але і як дуже атлетичний артист, який із задоволенням грав в насичених трюками сценах без дублера. Техніці виконання небезпечних трюків та вмінню контролювати свій страх його навчав знаменитий каскадер Жіль Деламар.
Незадовго до виходу фільмів Годара і Соте актор знявся у «7 днях, 7 ночах» Пітера Брука за мотивами твору Маргеріт Дюрас, фільмі, який був погано сприйнятий, попри його відбір на Каннський фестиваль 1960 року. Також ця картина, де він зіграв з Жанною Моро, мала для актора надто «інтелектуальний» сценарій. Після цього Бельмондо знявся у кількох італійських фільмах, зокрема у «Ла В'яччі» Мауро Болоньїні, з Клаудією Кардінале, «Чочарі» з Софі Лорен, Вітторіо Де Сіки. За «Чочару», де Бельмондо зіграв інтелігента-комуніста, Лорен отримала кінопремію «Оскар». Потім він знову працював з Жаном-Люком Годаром у фільмі «Жінка є жінка», перед тим як знятися у «Леоні Морені, священнику» Жана-П'єра Мельвіля, картині, яка була тепло зустрінута публікою та критиками. Хоча деякі ортодоксальні католики вважали фільм шкідливим для «моральних підвалин» суспільства. Роль у «Леоні Морені, священнику» подобалася актору своєю різноплановістю, бо спочатку йому довелося грати затятого атеїста, а потім створити образ священнослужителя. У цій роботі над створенням образу актора консультував реальний священник. Після другого фільму у співпраці з Мельвілем, трилера «Стукач», Бельмондо постав перед публікою в образі героя фільмів жанру «плаща та шпаги». Фільм режисера Філіппа де Броки «Картуш» став тріумфом для актора, де він знову зіграв з Клаудією Кардінале, у кінотеатрах він зібрав три мільйони глядачів. Деякою мірою успіху картини сприяло й те, що багато глядачів побачили в його персонажі, Картуші, риси популярного героя фільму «Фанфан-Тюльпан». Режисер казав, що «Картуш» — це «Напівробінгуд, Напівфанфантюльпан».
Наступною його роллю стала картина Анрі Вернея «Мавпа взимку» за романом Антуана Блондена, у якій він зіграв разом з Жаном Габеном. Дуже вражений ідеєю спілкуванням з Габеном, Бельмондо надалі чудово ладив з цим актором, навіть під час моментів, коли Габен, будучи похмурим, не розмовляв й не звертався до нього. Надалі відбулося братання між двома акторами (вони майже не розмовляли один з одним на початку зйомок), що стало помітним навіть у персонажах фільму, зокрема у діалозі Габена, де той, за сценарієм Мішеля Одіара, звертався до Бельмондо фразою: «Малюк, тобі двадцять років!». Попри те, що фільм отримав менший комерційний успіх, ніж очікувалося, Блонден оцінив його, а Одіар тоді вважав його своїм найбільшим успіхом. У «Мавпі взимку» Бельмондо довів, що його акторська майстерність не поступається досвіду видатного актора попереднього покоління — Габена. Після кількох інших фільмів, зокрема «Старший Фершо» Жана-П'єра Мельвіля, за романом Жоржа Сіменона, Бельмондо знімається в «Людині з Ріо» Філіппа де Броки, пригодницькому фільмі, події якому розвиваються у дуже швидкому темпі, що йому дуже подобалося, цю зіркову роль він виконав разом з Франсуазою Дорлеак (сестрою Катрін Денев). «Людина з Ріо», що вийшов у лютому 1964 року, став ще одним комерційним тріумфом Бельмондо, кількість глядачів якого у Франції наблизилася до п'яти мільйонів. Картина являла собою «союз гумору та дії», який отримав схвальні відгуки критиків. 5 листопада 1963 року Бельмондо також був обраний президентом профсоюзу Спілки акторів Франції (SFA-CGT) і очолював цю посаду до 1966-го, змінивши Жерара Філіпа та Мішеля Етшевері.

Жан-Поль Бельмондо під час знімання фільму «Людина з Ріо» (1964)

Наступні успіхи актора почалися з пригодницького фільму («Сто тисяч доларів на сонці» Анрі Вернея) й закінчуючи драматичним фільмом («Вихідні на березі океану» того ж режисера). 1965 року Бельмондо знову почав працювати з Філіпом де Брокою у пригодницькій комедії «Пригоди китайця в Китаї», де він грав з Урсулою Андресс, знятою за романом Жюля Верна. Потім він зіграв разом з Анною Каріною в «Безтямному П'єро» (1965), який не лише ознаменував пік його співпраці з Жаном-Люком Годаром, але й здобув успіх у критиків та у публіки. Письменник Луї Арагон стверджував, що розповісти зміст було дуже важко, бо стрічка являла собою, як і багато інших картин Годара, — «захопливий ребус» для інтелектуалів, бо була знята в авангардній формі.
Надалі Бельмондо чергував участь у суто розважальних роботах, таких як «Мозок» Жерара Урі, де він знову грав у парі з Бурвілем, що став одним з найкасовіших фільмів в кар'єрі актора, який зібрав 5,5 мільйона глядачів, з «похмурішими» фільмами, як-от «Сирена з „Міссісіпі“» Франсуа Трюффо. Останній фільм, що вийшов у червні 1969 року, був погано сприйнятий глядачами, які були розчаровані тим, що не знайшли у його персонажі образ позитивного і легковажного героя, який так багато зробив для успіху актора в кіно. Завершив Бельмондо десятиліття спільною роллю з Анні Жирардо у фільмі Клода Лелюша «Чоловік, який мені подобається», який глядачі теж не сприйняли. Сюжет не вирізнявся оригінальністю, і тому в кінематографічному середовищі фільм був сприйнятий як «черговий роман».

### 1970—1985: пік успіху
1970-ті роки розпочалися для Бельмондо із виходу гангстерського фільму Жака Дере «Борсаліно», у якому він знявся разом зі своїм суперником по касовим зборам Аленом Делоном. Фільм отримав комерційний тріумф, він зібрав близько п'яти мільйонів глядачів. Глядачі були захоплені, отримавши можливість побачити в одному фільмі двох своїх улюблених акторів. Однак співпраця Делона та Бельмондо була заплямована судовим процесом між двома акторами. Делон, який став продюсером картини, порушив умови контракту, двічі вказавши своє ім'я на афіші фільму (як продюсер та актор). Бельмондо вдалося виграти справу.
1971 року актор заснував продюсерську компанію «Cerito Films» з метою ефективнішого керування своєю кар'єрою та заради збільшення особистого внеску у процесі створення фільмів за його участю.
Протягом 1970-х років Бельмондо регулярно знімався у кіно, добиваючись загального успіху під керівництвом таких режисерів, як Філіпп де Брока, Анрі Верней, Клод Шаброль й Хосе Джованні, зокрема зігравши у картинах «Повторний шлюб», «Зломники», «Доктор Пополь», «Скумон», «Надзвичайний». Бельмондо дуже подобалася роль у «Надзвичайному» Філіпа де Броки, де він грав двох персонажів — одного з реального життя (письменника Мерлена), а іншого — уявного (секретного агента Сен-Клера). Актор казав про свого героя: «Цей персонаж напрочуд підходить мені. Я зіграв стільки серйозних героїв, що всі вирішили, що я такий і у житті. Без Філіпа де Броки люди могли б забути, що я комедійний актор». У фільмі актор пародіював деякі свої не дуже вдалі картини.

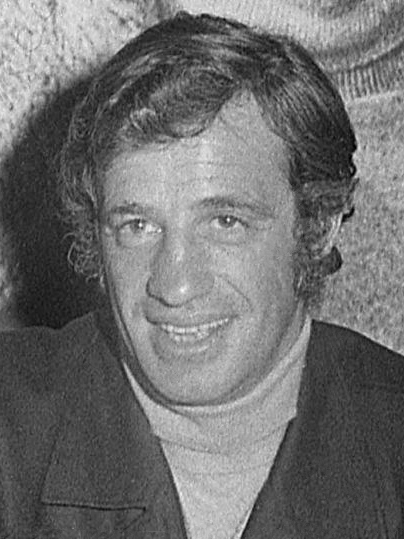
Бельмондо у вересні 1971 року, незабаром після виходу фільму «Зломники»

Одна з афіш до фільмів за участю Бельмондо (у данному випадку «Страх над містом»), що демонструє комерційну успішність актора, де великими заголовними буквами з повторами вказується лише його ім'я

Однак 1974 року Бельмондо зазнав розчарування (як продюсера та актора) зі «Ставиським» Алена Рене: всупереч сподіванням актора, хоча фільм і не став комерційно провальним, але він мав набагато менший успіх, ніж той, до якого він звик у попередніх роботах. Фільм став єдиним біографічним у кар'єрі Бельмондо, у якому він зіграв складний та суперечливий характер, афериста 1930-х років Олександра Стависького. Бельмондо, якому подобався сценарій «Стависького», дуже негативно відгукувався щодо посереднього прийому кінокритиками фільму та його режисера на Каннському кінофестивалі 1974 року. У наступні роки актор вважав за краще покладатися на «комерційніших» режисерів, що надалі викликало безліч болючих актору критичних зауважень, які він завжди заперечував. Вважається, що випадок зі «Ставиським» помітно розвернув кар'єру Бельмондо, після цього він майже повністю зосередився на розважальному кіно.
1975 року Бельмондо досяг дуже великого успіху з трилером Анрі Вернея «Страх над містом», у якому він виконував небезпечні та ризиковані трюки, у тому числі сцену, де він з'являється підвішеним до гелікоптера на висоті. Каскадерскі трюки, виконані актором особисто, протягом яких він зазнав кількох травм під час стрілянини, збільшили його популярність. З цього часу, якщо серед глядачів успіх Бельмондо лише збільшувався, то серед критиків дедалі більше лунало негативних відгуків, на що пізніше актор відповів: «Для паризької інтелігенції я став каскадером, для неї я більше не вмів грати комедію». Надалі Бельмондо поєднував ролі у трилерах, пригодницьких фільмах, комедіях: «Невиправному» Філіппа де Броки, де він виконав розважальну роль «анти-Супермена, традиційного антиспокусника, але швидше більш-менш чесну велику дитину», «Приватний детектив» того самого режисера, «Труп мого ворога» Анрі Вернея, «Потвора» Клода Зіді, де він грав подвійну роль. Комедія «Потвора» для актора була дуже цікавою тим що він виконав найорганічнішу для себе роль, каскадера Майка Гоше, у парі з зіркою Голлівуду Ракель Велч. «Жан-Поль грав героя свого міфу та антигероя — чи то Валентіно (як символу героя-коханця), чи то Берта Рейнольдса (атлетично складеного голлівудського актора)», — як характеризував образ актора один із авторів сценарію Мішель Одіар. Знімання «Потвори» для Бельмондо були нелегкими, через велику кількість виконаних ним каскадерських трюків, які він забарвлював в гумористичні тони. Водночас проєкт нової спільної роботи актора з Жаном-Люком Годаром, що була екранізацією книги Жака Меріна «Інстинкт смерті» — провалився, що викликало у пресі заяви щодо конфлікту між актором та режисером.
У період з 1978 по 1983 роки кар'єра Бельмондо досягла свого комерційного піку, кожен із фільмів актора, яким були властиві виконання ним ролі в манері «паризького тіті» та трюків без дублера, відзначалися успіхом у публіки. Цей успіх прийшов після трьох стрічок, знятих Жоржемом Лотнером: «Хто є хто» (картина стала першою в кар'єрі Бельмондо, коли лише в передмістях Парижа було зібрано понад мільйон глядачів), «Гра в чотири руки» (у якому він повторив свій трюк з гелікоптером, але вже над Венецією), і «Професіонал» (картина, що зібрала, рекордні для актора на той час, понад п'ять мільйонів глядачів у Франції). Характер поліцейського, створений Бельмондо у фільмі «Хто є хто», де він зіграв з Марі Лафоре, потім не раз повторювався. Аналогічними персонажу Стану Боровицю стануть два герої картин Жака Дерея — комісар Жордан у «Поза законом» та ще один комісар Стан у фільмі «Одинак». Наступній картині «Ас із асів» 1982 року, режисера Жерара Урі, вдалося не лише перевершити результат «Професіонала», але й здобути комерційний успіх, попри все напруженіші стосунки Бельмондо з критиками, яким він не хотів показувати стрічку на кінематографічних заходах. Зокрема, невдоволення деяких критиків викликало, що «комерційна» антифашистська комедія «Ас із асів» мала більший успіх, ніж соціальна драма Жака Демі «Кімната у місті», яка теж вийшла тоді та вважалася «інтелектуальним кіном». «Ліві» критики, які стали на сторону Демі писали, що неуспішність «Кімнати у місті» відносно фільму Бельмондо означала «провал усього французького кіно загалом». Кримінальний трилер 1983 року «Поза законом» став ще одним комерційним тріумфом Бельмондо. При цьому з'являлася критика щодо брутальності головного героя трилера, комісара Жордана, зокрема журнал «Кайє дю синема» називав його «фашистом з куцими мізками і сильними біцепсами», а газета «Юманіте» стверджувала, що сама картина наводила небезпечну думку, що розправитися з бандитами можна тільки користуючись їхніми методами, і зробила висновок, що фільм відображав «швидше ірраціональне насильство на американський лад, ніж психологізм французького трилера».
Картина 1984 року «Авантюристи» Анрі Вернея, отримала набагато менші показники, у порівнянні з попередніми успіхами Бельмондо, її переглянуло на один мільйон менше глядачів. Цього часу предметом критики фільмів актора став повторюваний сюжет. Цей факт, зокрема, був присутнім в рекламі його детективних фільмів, зображення багатьох афіш фокусувалося лише на постаті Бельмондо в образі незмінного «лінчувальника негідників» або «суперполіцейського». Після цього Бельмондо вирішив змінити свій імідж, повернувшись до побутової комедії у картині «Весела Пасха» у постановці Жоржа Лотнера за п'єсою Жана Пуаре, де він зіграв з Софі Марсо. Продюсери, як і актор, розраховували що успіху стрічки сприятимуть відгук його старих шанувальників та симпатії молоді до Марсо після її тріумфу у картині «Бум». Але прихильникам Бельмондо не сподобалося, що його героя у фільмі «принижує» молода дівчина у виконанні Марсо, тоді як шанувальників акторки дратувало, що її героїня «крутить роман» з чоловіком набагато старше неї. Газета «Матен» писала, що Бельмондо «марно намагається довести, що залишився симпатичним хлопцем епохи „Нової хвилі“». Окрім намагання оновити свою кінокар'єру, цього часу у Бельмондо дедалі більше з'являється бажання повернутися до театральної сцени.
1985 року Бельмондо зіграв у кримінальній бойовику Александра Аркаді «Пограбування». На зніманні цього фільму, який зібрав два мільйони глядачів, не бажаючи використовувати допомогу дублера, під час виконання трюку актор серйозно травмувався. Таким чином, у 52-річному віці для актора завершився час бойовиків. Фільм був знову досить прохолодно сприйнятий публікою. Глядачі вчергове не зрозуміла гру Бельмондо в картині з певним саспенсом, де його персонаж іронічний, глузливий та не «пускає в хід» звичні всім «кулаки». Цього разу «Матен» вважала причиною провалу останніх фільмів Бельмондо «30-річну незмінну манеру його гри» й те, що сучасна публіка не любила «татусів кіно».

### 1985—2001: успішне театральне повернення
1987 року вийшов кримінальний трилер «Одинак» Жака Дере, який став комерційним провалом за звичайними критеріями Бельмондо. Вперше з 1963 року фільм, у якому він виконав головну роль, зібрав у кінотеатрах менше мільйона глядачів. Пізніше актор заявив: «„Одинак“ був черговим трилером. Це набридло мені й публіці теж».
Того ж року Робер Оссейн запропонував йому повернутися на театральну сцену. Бельмондо скористався можливістю і майже через тридцять років після залишення сцени грав у виставі «Кін» у постановці Жана-Поля Сартра за твором Александра Дюми у Театрі Маріньї з лютого по червень 1987 року, а потім з вересня відновив її виконання на два з половиною місяці. Натхненний цим успіхом, Бельмондо казав, що радий повернутися до свого первісного покликання.

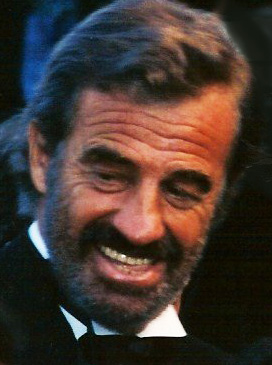
Бельмондо у 1988 році

Цього часу актор заснував премію свого батька, Поля Бельмондо, якою відзначаються найкращі твори сучасних скульпторів. 1989 року її переможцем став Сиріль де Ла Пательє.
1988 року Клод Лелюш запропонував йому головну роль в «Улюбленеці долі», у парі з Рішаром Анконіною. Бельмондо, якому сподобалося виконання композиційної ролі, що дозволила йому відійти від його звичного кінематографічного амплуа, знову знайшов комерційний успіх. Ця роль також принесла йому Премію «Сезар» за найкращу чоловічу роль на 14-й церемонії 1989 року. Однак, як тільки оголосили про його нагородження, актор повідомив, що не зацікавлений в отриманні цієї премії, але Кіноакадемія все одно присудила її йому. Надалі Бельмондо не лише не з'являвся на цій церемонії, але й так і не забрав свою нагороду, нагадуючи, як і на початку його кар'єри, під час вступних іспитів у Комеді Франсез, що публіка — це єдине журі, яке може його вшановувати. Таким чином, Бельмондо не міг пробачити скульптору Сезару, який дав своє ім'я цій кінопремії, різкої критики творчості його батька Поля Бельмондо. У відповідь, він так само вважав статуетки Сезара нецікавими.
Потім Бельмондо на кілька років відійшов від кінематографа: разом з Робером Оссейном він брав участь у виставі «Сірано де Бержерака» у постановці Едмона Ростана. Вистава, що регулярно йшла з лютого 1989 року (незадовго до виходу фільму за п'єсою в інтерпретації Жерара Депардьє), мала великий успіх, вона зібрала понад двісті тисяч глядачів, а 1991 року вона виконувалася в рамках міжнародного туру, маючи велику географію, що простягалася до Японії. Після повернення з туру Бельмондо продав свою продюсерську компанію «Cerito Films» продав телеканалу «Canal+» і придбав Театр Вар'єте, яким він надалі керував.
1992 року Бельмондо повернувся на екран зігравши у фільмі «Невідомий в будинку» Жоржа Лотнера, а потім, через три роки, у «Знедолених» Клода Лелюша, вільній екранізації однойменного роману Віктора Гюго, події якої перенесено у XX століття. Жоден із двох фільмів не мав великого успіху у глядачів, особливо у випадку із картиною Лотнера. Цього часу актор здебільшого працював на театральній сцені, де він грав у таких великих постановках Бернара Мюрата, як «Кравець для дам» та «Блоха у вусі» за творами Жоржа Фрейдо. 1996 року Бельмондо зіграв у фільмі «Дезіре» Бернара Мюрата за п'єсою Саши Гітрі, який теж став провальним, зокрема, через невдале просування.
1998 року Патріс Леконт зняв Бельмондо та Алена Делона в детективній комедії «Один шанс на двох», у якій відверто обігрувалася ностальгія за старими картинами цих акторів, зокрема їхнім дуетом у фільмі «Борсаліно» (у віці 65 років Бельмондо знову виконав трюк із підвішуванням до гелікоптера). Фільм, у якому два ветерани кіно «кинули виклик» Ванессі Параді, зрештою отримав нижчі показники, ніж очікувалося, його аудиторія ледве перевищила мільйон глядачів.
Того ж року Бельмондо виступив у виставі «Фредерік на бульварі криміналу» у постановці Еріка-Еммануеля Шмітта. Він також погодився на пропозицію Седріка Клапіша разом із Роменом Дюрісом зіграти одну з головних ролей у фільмі «Можливо». Якщо успіх серед публіки цього науково-фантастичного фікшну пояснювався даниною поваги Бельмондо, то для самого актора він був цінним знімальним досвідом. Наприкінці листопада 1999 року Бельмондо був госпіталізований у Бресті до лікарні «La Cavale blanche» після того, як відчув дискомфорт під час виступу в рамках туру вистави «Фредерік на бульварі криміналу». Після цього актор мав дотримуватися режиму суворого спокою. Із 2000 року Бельмондо більше не виступав на сцені.
Після цього Бельмондо знову з'явився у кіно, зігравши в «Акторах» Бертрана Бліє. Наступна картина «Амазонія», яку зняли роком раніше під керівництвом його давнього колеги Філіппа де Броки, й яка вийшла у липні 2000 року, обернулася комерційним провалом. 2001 року Бельмондо зіграв для телебачення, через майже сорок років після свого попереднього досвіду, головну роль у телефільмі «Старший Фершо», який був кінематографічною адаптацією фільму з такою ж назвою. Бельмондо виконав роль Шарля Ванеля в Жана-П'єра Мельвіля, а роль Бельмондо 1963 року зіграв Самі Насері.

### 2001—2021: останні фільми й завершення кар'єри

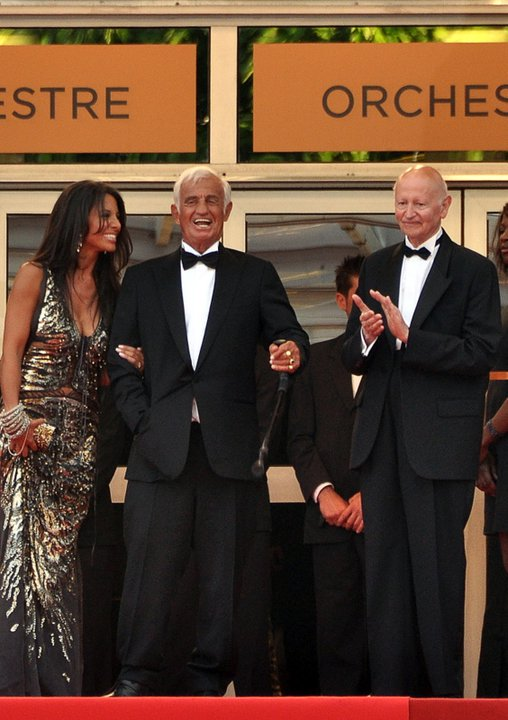
Бельмондо на Каннському кінофестивалі 2011 року

8 серпня 2001 року, за місяць до трансляції телефільму «Старший Фершо», під час відпустки на Корсиці зі своїм другом Гі Бедосом у Лумйо, неподалік Кальві, Бельмондо переніс інсульт. Його терміново на гелікоптері доправили до лікарні «Falconaja» у Бастії. Через важкий стан (тромб привів, зокрема, до паралічу лицевого нерва праворуч), увечері його перевели до лікарні «Сен-Жозеф» у Парижі. Після цього нещасного випадку, який ще більше відірвав актора і від театральної сцени, і від кіно, був тривалий період реабілітації. Головну роль у телеекранізації роману «Лев» Жозефа Кесселя, яку актор планував виконати до цього, зіграв Ален Делон.
2008 року, після семи років відсутності, Бельмондо повернувся на знімальний майданчик, зігравши у фільмі Франсіса Юстера «Чоловік та його собака». Ця кінодрама є рімейком картини «Умберто Д.» Вітторіо Де Сікі, в якій він грає людину, що несподівано опиняється на вулиці. Однак фільм не мав успіху у публіки.
Під час Канського кінофестивалю 2011 року Бельмондо отримав Почесну пальмову гілку за кар'єрні досягнення. Він з'явився на фестивалі у супроводі Барбари Гандольфі. З цього приводу йому присвятили документальний фільм, «Бельмондо, маршрут…», який одночасно транслювався каналом France 2 та на набережній Круазет.
У липні 2012 року Клод Лелюш повідомив про повернення актора в кіно, де він мав зіграти у його фільмі «Пінгвіни-бандити», проєкт так і не було реалізовано.
14 жовтня 2013 року на відкритті п'ятого Кінофестивалю імені братів Люм'єр в Ліоні Бельмондо був вшанований показом фільму «Мавпа взимку». Актору у супроводі його сина Поля аплодували стоячи близько чотирьох тисяч п'ятсот глядачів, а також такі гості, як Квентін Тарантіно, Жан Рошфор, П'єр Рішар, Жан-П'єр Мар'єль, Шарль Жерар, Бертран Таверньє.
9 лютого 2015 року Бельмондо оголосив на каналі RTL про своє остаточне залишення кіно та театру. У квітні того ж року, з нагоди свого 82-річчя, він згадав про цю заяву і зізнався в інтерв'ю виданню «Паризьєн», що хотів би знову грати. У жовтні 2015 року актор знову з'явився на публіці під час відкриття Кінофестивалю імені братів Люм'єр.
На Венеціанському кінофестивалі 2016 року за кар'єрні досягнення актора нагородили «Золотим левом», якого вручила Софі Марсо. У лютому 2017 року під час 42-ї церемонії вручення премії «Сезар» Кіноакадемія віддала належне кар'єрним досягненням Бельмондо у вигляді показу ретроспективного відеомонтажу з кадрами, присвяченими актору.
Останніми роками Бельмондо говорив про нове повернення на знімальні майданчики, однак це не було втілено. 2017 року Фаб'єн Онтенієнте анонсував знімання картини «Знімаю капелюха», де актор мав зіграти батька, викраденого двома його дітьми з дому для людей похилого віку заради останньої подорожі з Парижу до Італії. Попре активне просування проєкту, знімання фільму відкладалися, а потім взагалі були скасовані, оскільки не знайшлося дистриб'ютора й не вдалося назбирати достатніх коштів. Окрім цього, озвучувалися різні ідеї Клодом Лелюшем у 2010-х роках, особливо 2018 року, після виходу продовження фільму «Чоловік і жінка», він замислювався і над продовженням «Улюбленцня долі» під назвою «Шлях двох улюбленців долі», на що Бельмондо та Рішар Анконіна дали свою згоду. Лелюш також планував зняти Бріжіт Бардо та Бельмондо в одному фільмі, таким чином створивши повернення двох «ікон» у кіно.

### Смерть

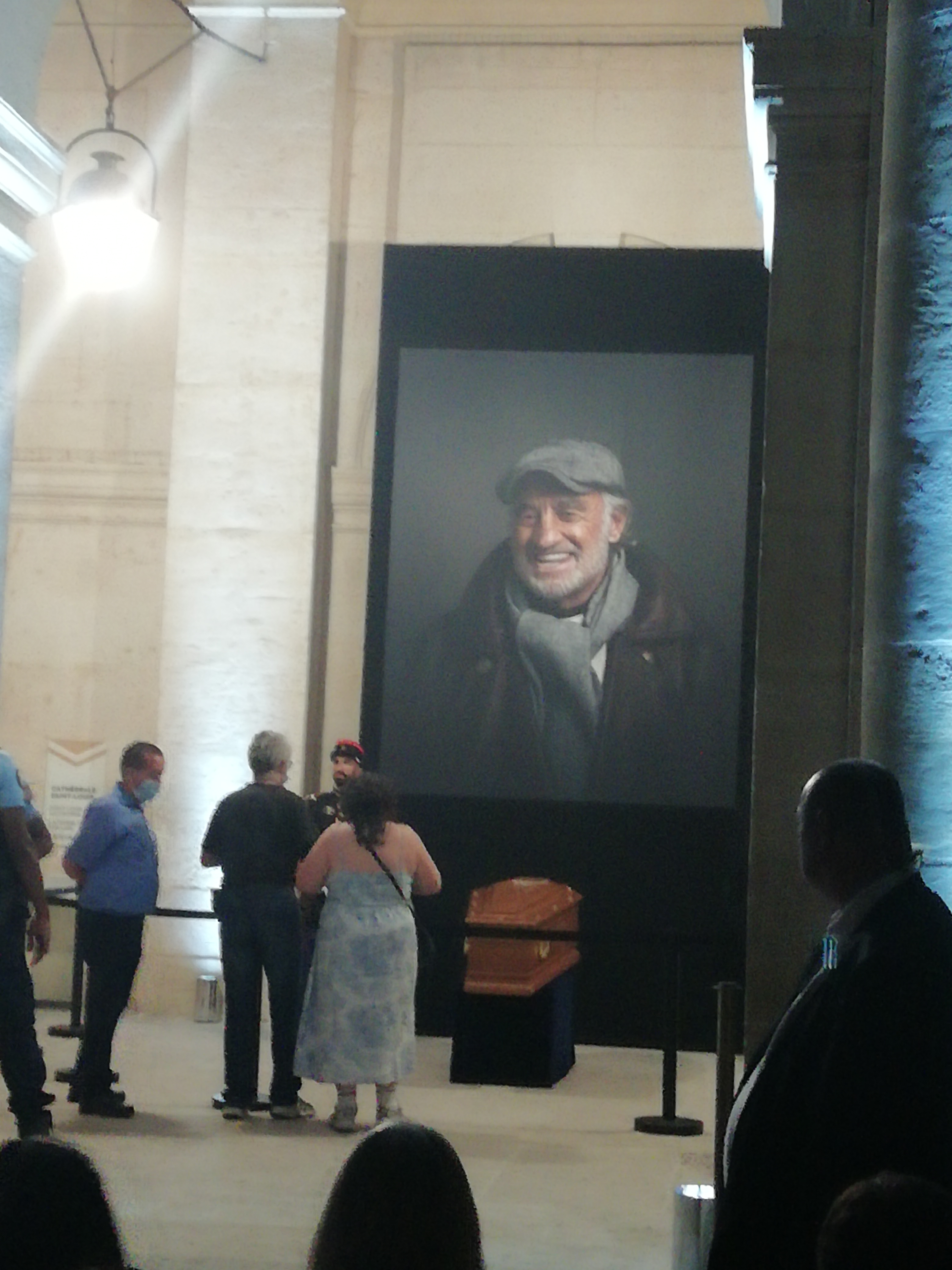
Церемонія прощання з Бельмондо у соборі Святого Людовіка (2021)

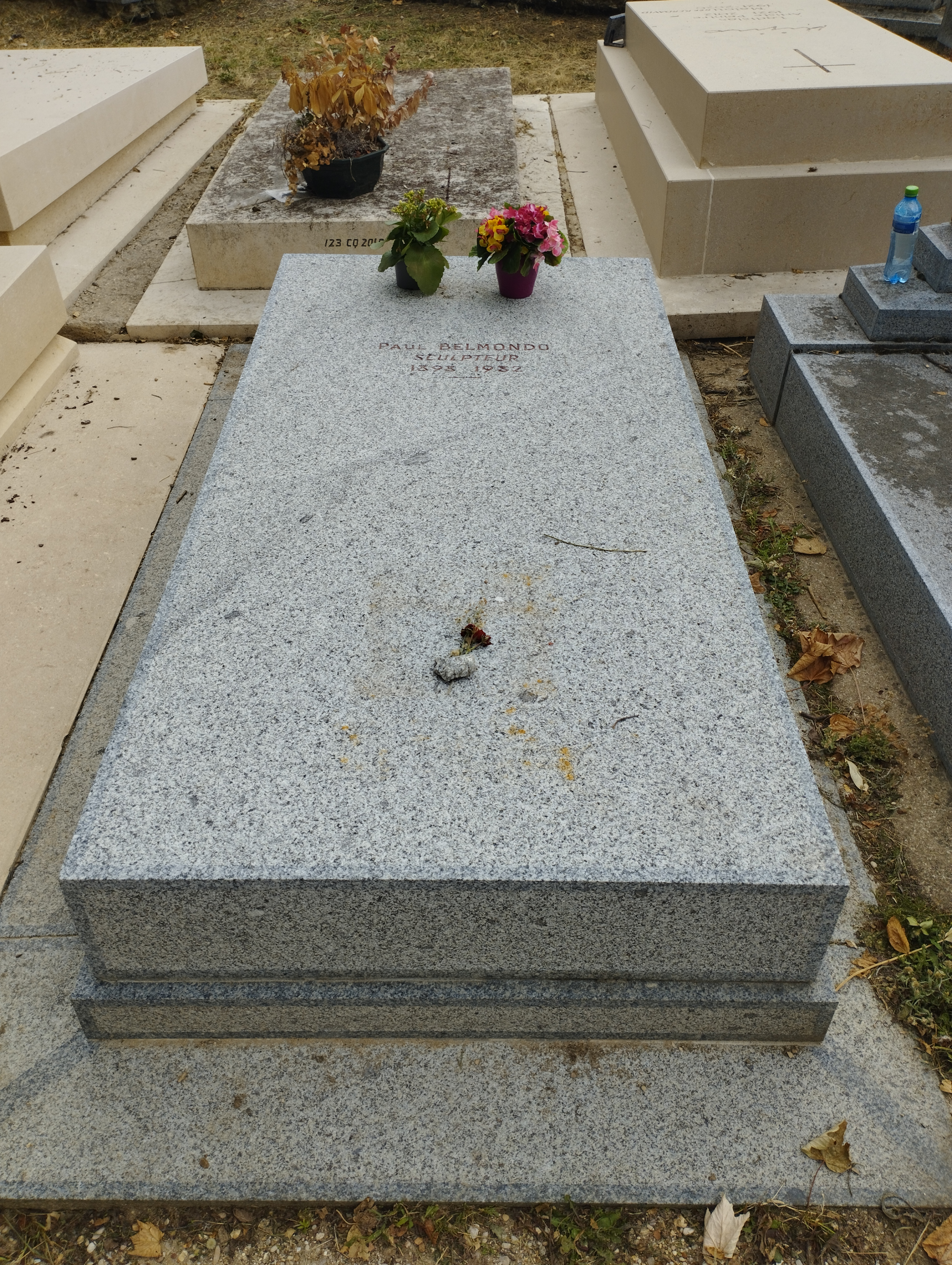
Надгробок Поля і Жана-Поля Бельмондо на кладовищі Монпарнас (ділянка 2)

Жан-Поль Бельмондо помер 6 вересня 2021 року у своєму будинку, розташованому за адресою: на набережній д'Орсе, 39, у 7-му окрузі Парижа, у віці 88 років.
Протягом кількох годин після оголошення смерті актора, низка політиків та діячів із сфери розваг зробили заяви вшанування його. Президент Франції Емманюель Макрон віддає шану акторові такими словами: «Він назавжди залишиться Надзвичайним. Жан-Поль Бельмондо був національним надбанням, він був сповнений хизуватості, сміху, гучних промов і спритності. Він був великим героєм і відомою фігурою, невтомним сміливцем і майстром слова. У ньому ми знаходимо себе». Ввечері, у день його смерті, кілька телеканалів на знак жалоби змінили свою програму, транслюючи фільми, зіграні Бельмондо протягом різних періодів його кар'єри. Наступного дня звістка про смерть Бельмондо потрапила на перші сторінки європейської та міжнародної преси.
Вшанування пам'яті на урядовому рівні відбулося 9 вересня на подвір'ї Дому інвалідів у присутності політичних діячів, представників світу розваг, тисяч звичайних спостерігачів, а також Еммануеля Макрона, який виголосив промову. Коли труну з Бельмондо занесли у Дім Інвалідів, військовий оркестр виконав «Марсельєзу» та «Кі Май» («Chi Mai») — музичну тему Енніо Морріконе з фільму «Професіонал», у якому актор грав головну роль. Того ж вечора його труна була виставлена у Домі Інвалідів, щоб публіка могла прийти та віддати йому шану. Повз його катафалк пройшла шеренга із понад 1000 осіб. Наступного дня похорон відбувся у церкві Сен-Жермен-де-Пре у присутності родичів та членів сім'ї. Після безлічі підношень і релігійної церемонії труну з тілом Бельмондо кремували в крематорії цвинтаря Пер-Лашез, а прах поховали поряд із могилою його батька на цвинтарі Монпарнас.

## Особисте життя
1953 року Бельмондо зустрів Елоді Констан, танцівницю під сценічним ім'ям «Рене Констан», яка стала його супутницею. Протягом цього періоду пара вела «богемний» спосіб життя. 17 січня 1959 року в 14-му окрузі Парижа вони одружилися. Спочатку вони жили з батьками актора, але потім гонорар за чергову картину дозволив молодій сім'ї купити окреме житло та облаштувати його за останньою модою. Від цього шлюбу в актора троє дітей:
- дочка Патриція (1953), що стала сценаристкою та загинула 31 жовтня 1993 року під час пожежі у своїй паризькій квартири (того вечора коли її батько виступав у театрі з виставою «Кравець для дам»);
- дочка Флоранс (1960)
  - онуки: Аннабель (1988), Крістофер (1993) та Ніколя (1997)
- син Поль (1963), що став автогонщиком та пілотом Формули-1
  - онуки: Алессандро (1991), Віктор (1993) та Джакомо (1998)[125][126].

Під час знімання у фільмі «Пригоди китайця в Китаї», у Бельмондо почалися стосунки з його партнеркою по ролі, Урсулою Андресс, через що 1965 року Елоді подала на розлучення, що офіційно було оформлене 1968-го. Міжнародна преса докладно описувала відносини між двома акторами, які тоді оселилися у будинку, розташованому на острові Корбе на Марні. У той час, Бельмондо, підштовхуваний Андресс, замислювався спробувати розпочати кар'єру в американському кіно, але зрештою вони відмовилися від цієї ідеї, бо не зовсім комфортно почувалися в Голлівуді, де прожили 6 місяців. Після відносин з Андресс, з якою він жив між 1965—1972 роками, протягом наступних восьми років у нього були стосунки з італійською акторкою Лаурою Антонеллі, з якою познайомився на зніманні фільму «Доктор Пополь».
1980 року актор познайомився з 19-річною бразильською емігранткою Карлос Сотто Майор, дочкою банкіра. Надалі Сотто Майор стала акторкою та співачкою, Бельмондо запрошував її на знімання фільмів «Поза законом» та «Одинак». Стосунки з нею у актора тривали шість років.
29 грудня 2002 року Бельмондо одружився в ратуші 6-го округу Парижа з Натті Тардівель, колишньою танцівницею трупи Стефана Колларо, з якою він познайомився 1989 року та жив з нею до цього часу. Одним зі свідків шлюбу став Мішель Дрюкер. Серед гостей весілля були зокрема Клод Лелюш, Франсіс Юстер, Бернар-Анрі Леві, Робер Оссейн, Жан Рошфор, Жан-Клод Бріалі та Жан-П'єр Мар'єль. 13 серпня 2003 року у віці 70 років Бельмондо вчетверте став батьком, у нього народилася дочка Стелла.
2008 року він розлучився з Натті й надалі жив із Барбарою Гандольфі, бельгійською бізнес-леді та колишньою моделлю, яка, зокрема, брала участь у фламандській версії телешоу «Острови спокус», а також з'являлася на обкладинках журналів «Playboy» та «P Magazine». Після цього особисте життя актора та діяльність його нової супутниці стали центром уваги ЗМІ і предметом невдоволення його родичів. Наприкінці червня 2010 року преса звинуватила Гандольфі у тому, що вона використовувала фізичну слабкість Бельмондо заради власної наживи та шахрайства. 1 жовтня 2012 року Бельмондо оголосив про розлучення з нею.
2020 року видання «Gala» повідомило, що Бельмондо вже рік як відновив стосунки з Карлос Сотто Майор. Через два тижні після смерті Бельмондо у вересні 2021 року, Сотто Майор опублікувала книгу, де докладно розповіла про любовні стосунки з актором, що викликало обурення адвоката та сім'ї Бельмондо, які до цього були проти її повернення в життя актора. Близькі Бельмондо звинуватили Сотто Майор у використанні актора заради своєї реклами у ЗМІ, підтвердженням чого було її раптове зникнення навесні 2020 року.

## Вплив
Бельмондо, протягом усієї його кар'єри, називали французьким аналогом таких акторів, як Джеймс Дін, Марлон Брандо та Гамфрі Боґарт. У день його смерті телеканали у Франції змінили свій розклад, додавши у програму покази його фільмів, що тоді зібрало понад 6,5 мільйонів глядачів. Віддаючи данину ролям Бельмондо поліцейських у низці фільмів (комісари Стан Боровіц («Хто є хто»), Жордан («Поза законом») та Стан Жалар («Одинак»)), Національна поліція Франції зробила заяву: «Навіть якщо це було просто кіно, ви певною мірою були одним із нас, містере Бельмондо». Протягом своєї кар'єри Бельмондо вважався одним з найвпливовіших французьких акторів і часто вважався обличчям французької Нової хвилі.
Багато ролей Бельмондо у кіно, особливо роль злочинця Мішеля Пуакара, у фільмі «На останньому подиху», стали «легендарними» й мали великий вплив. Він став об'єктом культового поклоніння європейської молоді, виникла так звана течія «бельмондизм». Попри небажання актора вивчати англійську мову, публіка часто вважала, що якби він прийняв пропозиції з Голлівуду, його успіх там був би порівнянний з успіхом таких французьких акторів, як Шарля Буайє або Моріса Шевальє. У своєму некролозі видання «The Guardian» назвало Бельмондо «невіддільною частиною історії французького кіно та самої Франції». Його описували як «втілення крутості».
Американський кінорежисер Квентін Тарантіно послався на Бельмондо як на людину, яка вплинула на нього, і назвав актора «дієсловом, що уособлює життєву силу, харизму, силу волі, він уособлює суперкрутість». Англійський режисер Едгар Райт сказав, що «кіно вже ніколи не буде таким крутим» після смерті Бельмондо. Актора часто називали «іконою французького кіно», яка вплинула на формування сучасного європейського кіно.

## Оцінка творчості

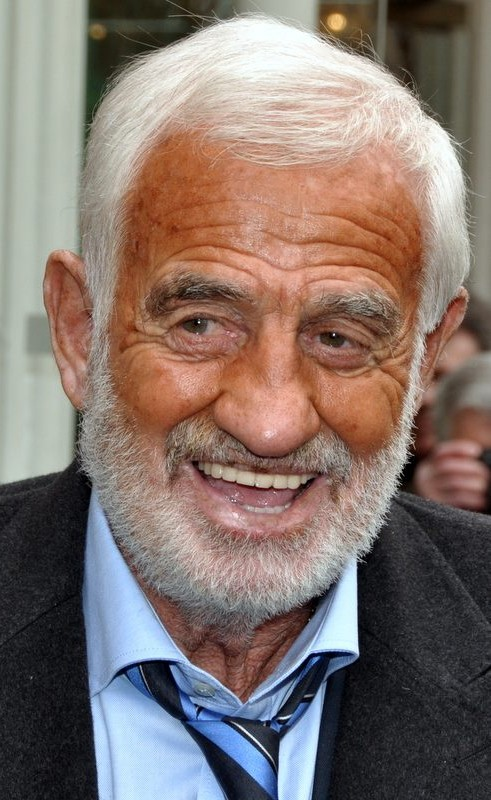
Бельмондо у 2013 році

За своє життя Бельмондо зіграв у майже сотні фільмів та близько пів сотні вистав. Слава до актора прийшла неодразу, після перших картин його критично називали в газетах «свиноподібним дурнем». Після здобуття Бельмондо популярності з виходом картини «На останньому подиху» 1960 року — критики стали інакше оцінювали його творчість. Вони знайшли у ньому глибоке драматичне обдарування і відмінну здатність до перевтілення, після чого він почав багато зніматися у великих режисерів, зокрема Вітторіо Де Сіки, Жана-Люка Годара, Жана-П'єра Мельвіля, Жана Беккера, Анрі Вернея тощо. Однак «візитівкою» Бельмондо став фільм «Професіонал», де він зіграв приреченого на загибель секретного агента Жосслена Бомона. Глядачі захоплювалися «мужнім» та «неприборканим» героєм Бельмондо. Окрім вдало підібраного акторського ансамблю, успіху картини сприяла музика Енніо Морріконе, яка стала хітовою.
Під час гри актор поєднував харизму з першокласною акторською грою. Жана-П'єра Мельвіль відзначав акторську різноплановість Бельмондо словами: «Він — один із найталановитіших акторів свого покоління. Він може відіграти в одній і тій же сцені двадцятьма різними способами і всі вони будуть правильними». Бельмондо практично завжди виконував ролі без гриму, тому що його обличчя мало властивості своєрідної «маски», на якій могли відбитися будь-які почуття. Його персонажі могли бути зухвалим та безцеремонним і водночас залишатися людяним й легко вразливими. Амплуа актора були гострохарактерні персонажі, представлені низкою жанрів: комедії («Мозок», «Невиправний», «Весела пасха»), драми («Чочара», «Леон Морен, священик», «Знедолені»), бойовики («Професіонал», «Маргінал», «Одинак»), кримінали («Чоловік на ім'я Ла Рокка», «Борсаліно», «Скумон»), пригоди («Картуш», «Людина з Ріо», «Повторний шлюб») і біографії («Стависький»).
На ранньому етапі кінокар'єри Бельмондо, його характерна зовнішність, розкута, природна поведінка перед камерою, часто привертали увагу режисерів, що спеціалізувалися на гангстерських фільмах, серед яких були зокрема такі картини, як «Зваж на всі ризики», «Чудовим літнім ранком», «Злодій». Але потім актор переключився на виконання «привабливіших» для публіки персонажів. За словами Бельмондо він любив грати в комедіях, але це не завжди йому вдавалося повною мірою через брак хороших сценаріїв. До числа його найкращих комедій, де він продемонстрував свій комедійний талант увійшли «Надзвичайний», «Потвора», «Гра в чотири руки», «Ас із асів».
(...) Містер Бельмондо заслужив свою репутацію, граючи жорстких, несентиментальних і навіть антисоціальних персонажів, які були відірвані від буржуазного суспільства. Пізніше, як одна з провідних зірок Франції, він грав більше привабливих для натовпу ролей, але не відмовляючись повністю від своєї магнетичної зухвалості. Як і Богарт, містер Бельмондо привніс на екран різкі риси обличчя, а іноді й гнів, реалістичний контрапункт традиційнішим красивішим романтичним зіркам. Як і Дін, він став одним із найбільш широко наслідуваних діячів поп-культури свого часу. І, як і Брандо, він часто нехтував претензійністю та зарозумілістю кінематографістів — «Нью-Йорк таймс»
Бельмондо протягом тривалого часу залишався «іконою» інтелектуального кіно, але на середину 1970-х років він вирішив, що втомився від авторських фільмів й став зніматися у більш «комерційно-привабливих» стрічках, насичених різними трюками, що викликало негативні відгуки критиків, тоді як масовий глядач вважав одними з найкращих саме їх. «Комерційні» проєкти Бельмондо регулярно збирали повні зали, і до середини 1980-х років він залишався одним з найкасовіших французьких акторів. Глядачам подобалися його ролі брутальних героїв, благородних лиходіїв, цинічних антигероїв, привабливих негідників та зворушливих недотеп, попри часті недоліки сценарію з одноманітними образами — що призвело до появи вислову «магія Бельмондо». Радянський кінокритик Олександр Брагинський, який знав актора особисто, пояснював успіх його «комерційних» фільмів словами: «Глядач любив Жана-Поля Бельмондо у ролях сміливих та рішучих героїв, здатних постояти за себе та своїх. І актор просто не мав права розчаровувати цього глядача. Йому потрібен успіх таких картин, хоча виробництво фільмів із трюками обходиться набагато дорожче». Щодо «комерційності» фільмів актора часто можна було почути таку критику, як: «Те, що Жан-Поль Бельмондо дуже бавився, знімаючись у двох ролях, — очевидно. Те, що цей „продукт“ приніс йому багато грошей, на жаль, теж цілком зрозуміло. Так само зрозуміло, що це нікудишній фільм», — сказана, у данному випадку, одним із рецензентів на адресу фільму «Потвора». Тоді як сам Бельмондо вказував на те, що працює на мільйони глядачів, а не на «десяток критиків», яким за його словами «теж треба заробляти собі на шматок хліба з маслом». Також часто лунала критика і в адресу його персонажів, зокрема видання «Кайє дю синема» розмістило таку зневажливу рецензію на його роль у комедії «Ас із Асів»: «…Супергерой Бельмондо спокушає двох жінок (зокрема сестру Гітлера). Спокушає дитину, ведмежа, колошматит бравих гітлерівців, громить комісаріат поліції, розкидає загін мотоциклістів, кидає Гітлера в болото, рятує єврейську батьківщину».
З другої половини 1980-х років Бельмондо дедалі більше схилявся до «композиційних» ролей, в його картинах почала переважати емоційність, прикладом цього став фільм «Улюбленець долі». Актор хотів, щоб глядач любив його не за складні каскадерські трюки, а за «душу» та «серце» його героїв. Бельмондо не хотів завершити кінокар'єру, за його висловом, «літаючим дідусем французького кіно», враховуючи що ролі «примадонни розкутого гангстеризму», як актора називав Мішель Одіар, більше не приносили йому успіху.
У кіно Бельмондо виконав понад 150 найскладніших трюків, які іноді вигадував їх сам. Зокрема, у кадрі актор часто власноруч виконував ризиковані трюки автомобільного кермування. Трюк, у якому Бельмондо вибирається з кокпіту літака часів Першої світової війни, що летить, і встає у повний зріст у фільмі «Потвора», визнаний одним із найскладніших у його арсеналі. Виконуючи трюки, актор неодноразово отримував серйозні травми, зокрема у «Потворі», під час сцени з бенгальським тигром — тварина виявилася непокірним партнером і порвала йому ухо, через що знімання були припинені на кілька днів.
Ризик, якому я піддав себе протягом багатьох років, дозволяв мені затверджувати себе як чоловіка і завойовувати серця прекрасних жінок. Самостійне виконання трюків дозволяло мені бути чесним перед глядачами. Я ніколи їх не обманював і завжди з гордістю міг дивитися їм у вічі — Жан-Поль Бельмондо

## Вподобання та особистість

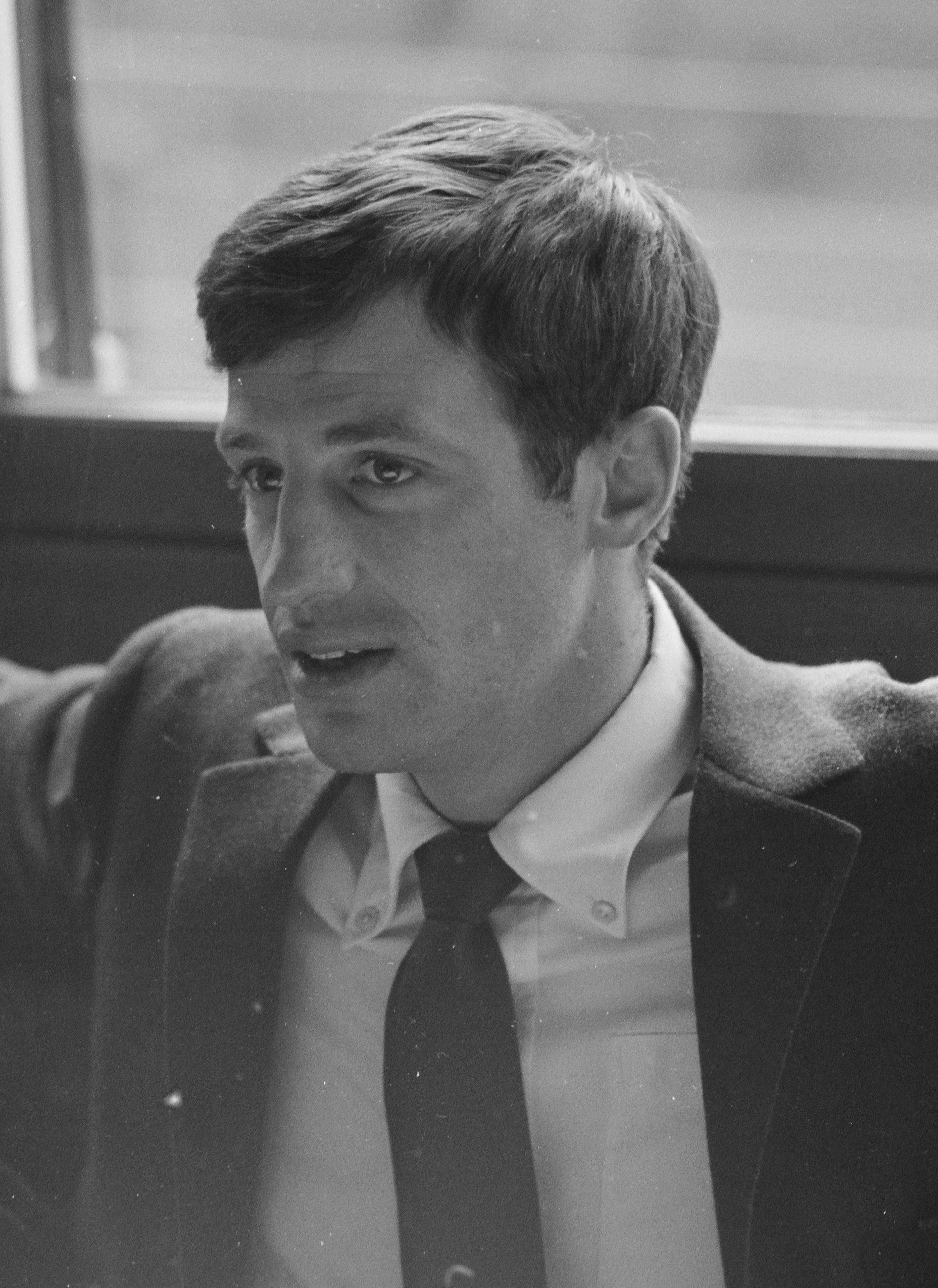
Бельмондо у 1962 році

Бельмондо захоплювався автомобілями, через що володів безліччю цікавих та дорогих спорткарів. Любив спорт й завжди намагався підтримувати себе у хорошій формі, зокрема: займався на тренажерах та велоспортом, грав в теніс, боксував (іноді у спарингу зі своїм другом-актором Шарлем Жераром). Для боксування Евандер Холіфілд навіть подарував йому боксерську грушу.
У Франції Бельмондо мав прізвисько «Бебель», яке отримав на честь персонажа «Пепеля», якого зіграв Жан Габен у фільмі Жана Ренуара «Мілководдя» (1936). Через те, що Бельмондо вважав, що це була одна з найкращих ролей Габена, його друг Юбер Дешам із задоволенням присвоїв йому прізвисько «Пепель». Але надалі через помилку «Пепель» став «Бебелєм», що остаточно й прижилося за актором.
За визнанням сучасників, Бельмондо мав своєрідний «чоловічий шарм», чим часто привертав увагу жінок, попри свою незвичну, «брутальну», зовнішність (пухкі губи й перебитий «боксерський» ніс), яка вирізняла його серед інших артистів. З цього приводу Жан Габен казав про Бельмондо: «Цей хлопець некрасивий, але в ньому є щось, що було в мені і що подобається жінкам». Бельмондо завжди критично ставився до своєї зовнішності, але ніколи не комплексував із цього приводу. Його зріст складав 179 см.
Режисер Клод Шаброль порівнював повединку актора в житті та на екрані такими словами: «Жан-Поль має один секрет: він справді такий, яким виглядає, йому нема чого зображати з себе, фабрикувати якийсь імідж, натягувати маску. Він справді симпатяга, справді спортивний, справді розумниця». А кінокритик Олександр Брагинський відгукувався щодо людських якостей Бельмондо словами:
Спостерігаючи за ним, можна було легко переконатися, що Жан-Поль Бельмондо в житті такий самий, як на екрані, — підтягнутий, спортивний, невимушений, релаксуючий. Улюбленець Франції простий і щирий, безпосередній, як дитина. Недарма французи, що його обожнюють, придумали йому прізвисько «Бебель» (що можна перекласти як «Прекрасне дитя»). Жан-Поль Бельмондо трохи іронічний до галасу навколо себе і навіть до самого себе. Слова «не приймайте ви мене всерйоз», — він любить повторювати майже у кожному зі своїх інтерв'ю. Ставлячись досить критично до самого себе, Бельмондо одного разу намалював однією ємною фразою свій портрет: «Нічого в голові — все в кулаках». Але все це явне кокетство. Жан-Поль добре знає собі ціну. А ось самоіронії йому завжди було не позичати
Протягом життя Бельмондо брав участь у низці творчих зустрічей та заходів, зокрема 2011 року приїздив в Україну, разом з Шарлем Жераром, як почесний гість III Міжнародного фестивалю короткометражного кіно у Харкові, де йому встановили пам'ятну дошку з відбитком його руки.

## Фільмографія

### Ігрові фільми
| Рік  |    | Українська назва                 | Оригінальна назва                      | Роль                       |
| ---- | -- | -------------------------------- | -------------------------------------- | -------------------------- |
| 1956 | кф | Мольєр                           | Moliere                                | головна роль               |
| 1957 | ф  | Пішки, верхи та на машині        | A pied, a cheval et en voiture         | Венен                      |
| 1958 | ф  | Дурисвіти                        | Les Tricheurs                          | Лу                         |
| 1958 | ф  | Недільні друзі                   | Les Copains du dimanche                | Требуа                     |
| 1958 | ф  | Будь красивою та помовчуй        | Sois belle et tais-toi                 | П'єро                      |
| 1958 | ф  | Дивна неділя                     | Un drole de dimanche                   | Патрік                     |
| 1959 | ф  | Єдиний ангел на землі            | Ein Engel auf Erden                    | Мішель Барро               |
| 1959 | ф  | На подвійний поворот             | A double tour                          | Ласло Ковач                |
| 1959 | тф | Три мушкетери                    | Les Trois mousquetaires                | д'Артаньян                 |
| 1960 | ф  | На останньому подиху             | A bout de souffle                      | Мішель Пуакар              |
| 1960 | ф  | Зваж на всі ризики               | Classe tous risques                    | Ерік Старк                 |
| 1960 | ф  | 7 днів, 7 ночей                  | Moderato cantabile                     | Шовен                      |
| 1960 | ф  | Француженка та кохання           | La Francaise et l'amour                | головна роль               |
| 1960 | ф  | Розваги                          | Les Distractions                       | Поль Фрап'є                |
| 1960 | ф  | Шарлотта та її коханець          | Charlotte et son Jules                 | Жан                        |
| 1960 | ф  | Листи послушниці                 | Lettere di una novizia                 | Джуліано Верді             |
| 1961 | ф  | Чочара                           | La Ciociara                            | Мікеле                     |
| 1961 | ф  | Леон Морен, священник            | Leon Morin, pretre                     | Леон Морен                 |
| 1961 | ф  | Жінка є жінка                    | Une Femme Est Une Femme                | Альфред Любич              |
| 1961 | ф  | Бездоріжжя                       | La viaccia                             | Амеріго                    |
| 1961 | ф  | Знамениті любовні історії        | Amours celebres                        | Льозен                     |
| 1961 | ф  | Чоловік на ім'я Ла Рокка         | Un nomme La Rocca                      | Роберто Ла Рокка           |
| 1961 | ф  | Розповідь Рів'єри                | Riviera-Story                          | автогонщик                 |
| 1962 | ф  | Картуш                           | Cartouche                              | Домінік «Картуш»           |
| 1962 | ф  | Мавпа взимку                     | Un singe en hiver                      | Габріель Фуке              |
| 1962 | ф  | Стукач                           | Le Doulos                              | Сільєн                     |
| 1962 | ф  | Дон Джованні з Блакитного Берегу | I Dongiovanni della Costa Azzurra      | епізод                     |
| 1962 | ф  | Найкоротший день                 | Il Giorno piu corto                    | Сіцилієць                  |
| 1963 | ф  | Бананова шкірка                  | Peau de banane                         | Мішель Тібо                |
| 1963 | ф  | Старший Фершо                    | L'Aine des Ferchaux                    | Мішель Моде                |
| 1963 | ф  | Драже з перцем                   | Dragees au poivre                      | Раймонд                    |
| 1963 | ф  | Бурхливе море                    | Mare matto                             | Ліворнієць                 |
| 1964 | ф  | Людина з Ріо                     | L'Homme de Rio                         | Адріан                     |
| 1964 | ф  | Сто тисяч доларів на сонці       | Cent mille dollars au soleil           | Рокко                      |
| 1964 | ф  | Щаслива втеча                    | Echappement libre                      | Давид Ледіслас             |
| 1964 | ф  | Вихідні на березі океану         | Week-end a Zuydcoote                   | Жюльєн Мелла               |
| 1964 | ф  | Полювання на чоловіка            | La Chasse a l'homme                    | Фернан                     |
| 1965 | ф  | Чудовим літнім ранком            | Par un beau matin d'ete                | Франсіс                    |
| 1965 | ф  | Безтямний П'єро                  | Pierrot le fou                         | Фердинанд Гриффон, «П'єро» |
| 1965 | ф  | Пригоди китайця в Китаї          | Les Tribulations d'un Chinois en Chine | Артур Лемпереур            |

| Рік  |    | Українська назва               | Оригінальна назва                     | Роль                                        |
| ---- | -- | ------------------------------ | ------------------------------------- | ------------------------------------------- |
| 1966 | ф  | Чи горить Париж?               | Paris brule-t-il?                     | П'єрлот (Ів Моранда)                        |
| 1966 | ф  | Ніжний пройдисвіт              | Tendre voyou                          | Тоні Марешаль                               |
| 1967 | ф  | Казино «Ройяль»                | Casino Royale                         | французький легіонер                        |
| 1967 | ф  | Злодій                         | Le Voleur                             | Жорж Рандаль                                |
| 1968 | ф  | Ho !                           | Ho!                                   | Франсуа Олен                                |
| 1969 | ф  | Мозок                          | Le Cerveau                            | Артур Леспінез                              |
| 1969 | ф  | Сирена з «Міссісіпі»           | La Sirene du Mississippi              | Луї Мае                                     |
| 1969 | ф  | Чоловік, який мені подобається | Un homme qui me plait                 | Анрі                                        |
| 1970 | ф  | Борсаліно                      | Borsalino                             | Франсуа Капелла                             |
| 1971 | ф  | Повторний шлюб                 | Les Maries de l'an II                 | Ніколя Філібер / Бастійяк                   |
| 1971 | ф  | Зломники                       | Le Casse                              | Азад                                        |
| 1972 | ф  | Доктор Пополь                  | Docteur Popaul                        | Поль Сімі                                   |
| 1972 | ф  | Скумон                         | La Scoumoune                          | Роберто Борго                               |
| 1973 | ф  | Спадкоємець                    | L'Heritier                            | Барт Корделль                               |
| 1973 | ф  | Надзвичайний                   | Le Magnifique                         | Франсуа Мерлен / суперагент Боб Сен-Клер    |
| 1974 | ф  | Стависький                     | Stavisky…                             | Олександр Стависький                        |
| 1975 | ф  | Страх над містом               | Peur sur la ville                     | Жан Летельє                                 |
| 1975 | ф  | Невиправний                    | L'Incorrigible                        | Віктор Вотьє                                |
| 1976 | ф  | Приватний детектив             | L'Alpagueur                           | Роже Піляр/Джонні Лефон/«Мисливець»         |
| 1976 | ф  | Труп мого ворога               | Le Corps de mon ennemi                | Франсуа Леклерк                             |
| 1977 | ф  | Потвора                        | L'Animal                              | Мішель Гоше і Бруно Феррарі                 |
| 1979 | ф  | Хто є хто                      | Flic ou voyou                         | Антоніо Черутті (комісар Станіслас Боровіц) |
| 1980 | ф  | Гра в чотири руки              | Le Guignolo                           | Александр Дюпре / віконт де Валомбрез       |
| 1981 | ф  | Професіонал                    | Le Professionnel                      | Жосслен Бомонт                              |
| 1982 | ф  | Ас із асів                     | L'As des as                           | Джо Кавальє                                 |
| 1983 | ф  | Поза законом                   | Le Marginal                           | Філіпп Жордан, комісар поліції              |
| 1984 | ф  | Авантюристи                    | Les Morfalous                         | П'єр Оганер                                 |
| 1984 | ф  | Весела Пасха                   | Joyeuses Paques                       | Стефан Маржель                              |
| 1985 | ф  | Пограбування                   | Hold-up                               | Грімм                                       |
| 1987 | ф  | Одинак                         | Le Solitaire                          | Стан Жалар                                  |
| 1988 | ф  | Улюбленець долі                | Itineraire d'un enfant gate           | Сем Ліон                                    |
| 1992 | ф  | Невідомий в будинку            | L'Inconnu dans la maison              | Жак Лурса                                   |
| 1995 | ф  | Сто та одна ніч Симона Сінема  | Les Cent et une nuits de Simon Cinema | професор Бебель                             |
| 1995 | ф  | Знедолені                      | Les Miserables                        | Жан Вальжан                                 |
| 1996 | ф  | Дезіре                         | Desire                                | Дезіре                                      |
| 1998 | ф  | Один шанс на двох              | Une chance sur deux                   | Лео Брассак                                 |
| 2000 | ф  | Можливо                        | Peut-etre                             | Ако                                         |
| 2000 | ф  | Актори                         | Les Acteurs                           | грає самого себе                            |
| 2000 | ф  | Амазонія                       | Amazone                               | Едуард                                      |
| 2001 | тф | Старший Фершо                  | L'Aine des Ferchaux                   | Поль Фершо                                  |
| 2008 | ф  | Чоловік та його собака         | Un homme et son chien                 | Шарль                                       |

### Документальні фільми

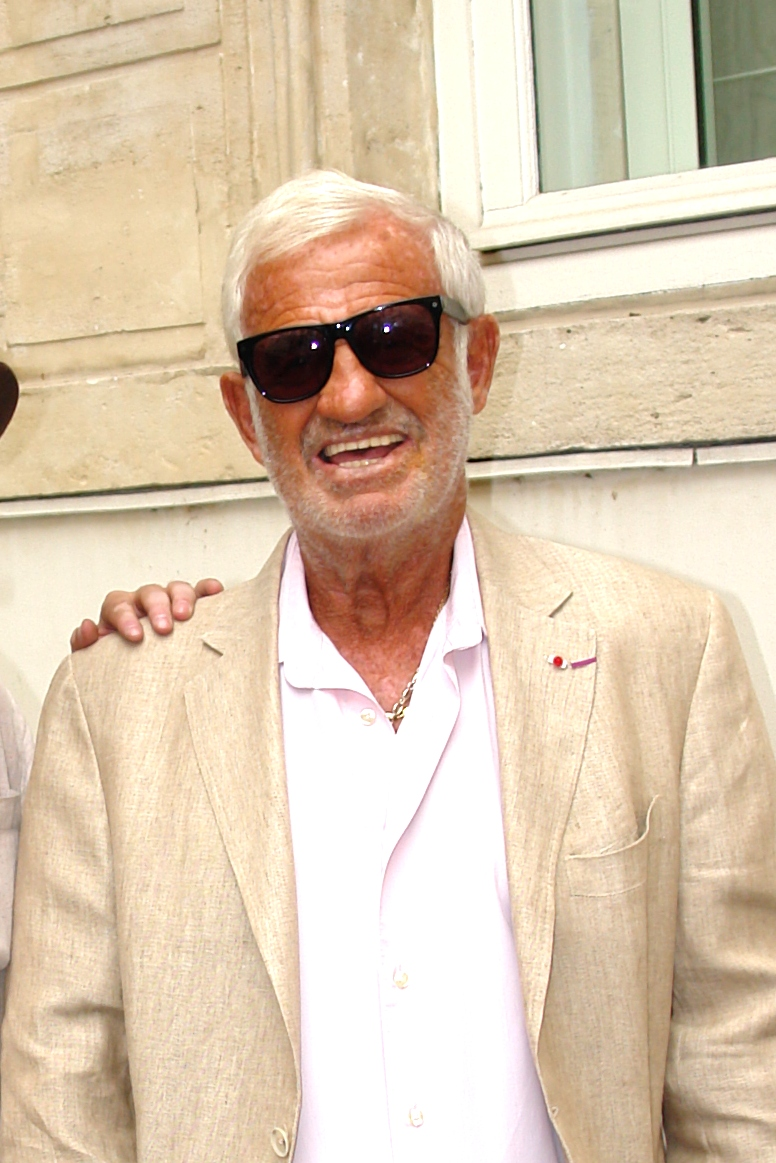
Бельмондо у 2012 році

- 1962 — «Таке велике серце» («Un cœur gros comme ça»), режисер Франсуа Райхенбах
- 1965 — «Жан-Поль Бельмондо» («Jean-Paul Belmondo» (короткометражний документальний фільм)), режисер Клод Лелюш
- 1966 — «Банда Бебеля» («La Bande à Bebel» (короткометражний документальний фільм)), режисер Шарль Жерар
- 1967 — «Портрет Бельмондо» («Portrait de Belmondo» (короткометражний документальний фільм)) режисер Шарль Жерар
- 1969 — «Бог вибрав Париж» («Dieu a choisi Paris»), режисери Жільбер Пруто та Філіп Артюї
- 1986 — «Плюси» («Les Pros»), режисер Флоранс Монкорже-Габен
- 1990 — «Не забувай мене: данина поваги Бернару Бліє» («Ne m'oubliez pas: Hommage à Bernard Blier»), режисер Матіас Ледокс
- 1993 — «Кімната 12, Готель Швеції» («Chambre 12, Hôtel de Suède» (документальний телефільм)), режисери Клод Вентура та Ксав'є Віллетар
- 1996 — «Дивовижний Бельмондо» («Belmondo, le magnifique»), режисер Патрік Чаммінс
- 2001 — «Габен, обличчя кохання» («Gabin, gueule d'amour»), режисер Мішель Віотт
- 2011 — «Бельмондо, шлях…» («Belmondo, itinéraire…»), режисери Венсан Перро та Жан-Франсуа Доменек
- 2011 — «Бельмондо: одного разу в дивовижному світі» («Belmondo: il était une fois le beau monde»), режисери Фредерік Шодьє та Фредерік Замочникофф
- 2015 — «Дивовижний Бельмондо» («Belmondo, le magnifique»), режисер Бруно Севастр, трансляція на каналі Arte
- 2016 — «Бельмондо від Бельмондо» («Belmondo par Belmondo»), режисер Поль Бельмондо, транслювався на каналі TF1 3 січня 2016-го та 6 вересня 2021 року
- 2017 — «Бельмондо або смак ризику» («Belmondo ou le Goût du risque»), режисер Брюно Севастр
- 2017 — «Шалена історія Жана-Поля Бельмондо» («La Folle Histoire de Jean-Paul Belmondo»), режисер Гвендолін Шене
- 2022 — «Невиправний Бельмондо» («Belmondo l'incorrigibl»), режисер Франсуа Леві-Кенц, транслювався на каналі France 3 5 вересня 2022 року.

## Театр

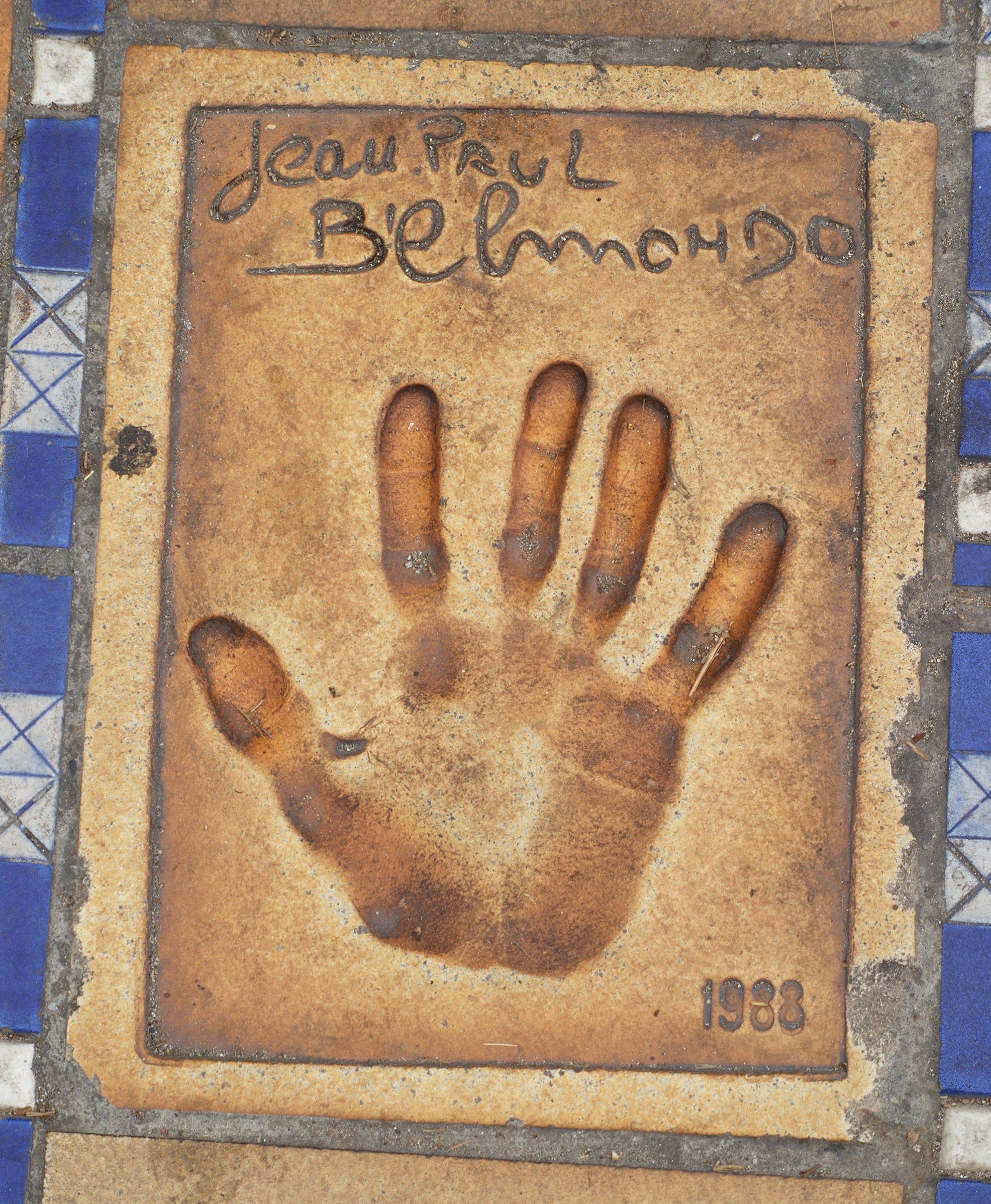
Відбиток руки Бельмондо на тротуарі перед Палацом фестивалів і конгресів у Каннах

- 1950 — «Спляча красуня» («La Belle au bois dormant»), казка Шарля Перро
- 1950 — «Маленька хатина» («La Petite Hutte»), п'єса Андре Руссена, режисери Жан-Поль Бельмондо та Гі Бедос
- 1951 — «Мій друг-грабіжник» («Mon ami le cambrioleur»), Андре Аге, режисери Жан-Поль Бельмондо та Гі Бедос
- 1952 — «Глоріана буде помщена» («Gloriana sera vengée»), п'єса Жана Тура за твором Сиріля Турн'є, режисер Жан Верньє, Театр де ла Юшетт
- 1953 — «Заморе» («Zamore»), п'єса Жоржа Нево, режисер Андре Барсак, Театр де л'Ательє
- 1953 — «Медея» («Médée»), п'єса Жана Ануя, режисер Андре Барсак, Театр де л'Ательє
- 1953 — «Ревнощі Барбуйє» («La Jalousie du Barbouillé»), п'єса Мольєра, і «Одруження за примусом», п'єса Мольєра і Люллі, режисер Жорж Ле Руа, Театр консерваторії
- 1953 — «Біла королева» («La Reine blanche»), п'єса П'єра Барійє і Жана-П'єра Греді, режисер Жан Мейєр, Театр Мішель
- 1953 — «Господарка готелю» («La locandiera»), п'єса Карло Гольдоні
- 1954 — «Боулінг на газоні» («Les Boulingrin»), п'єса Жоржа Куртелена
- 1954 — «Уявний хворий» («Le Malade imaginaire»), п'єса Мольєра
- 1954 — «Скупий» («L'Avare»), п'єса Мольєра
- 1954 — «Комісар — паїнька» («Le commissaire est bon enfant»), п'єса Жоржа Куртелена, режисер Мішель Галабрю
- 1954 — «Жорж Данден, або Розгублений чоловік» («George Dandin ou le Mari confondu»), п'єса Мольєра, режисер Мішель Галабрю
- 1954 — «Кріноліни та гільйотина» («Crinolines et guillotine»), п'єса Анрі Моньє, режисер Крістін Цінгос, Театр Гете-Монпарнас
- 1954 — «Андалузія» («Andalousie»), оперета Альберта Віллемца та Раймона Вінсі, музика Франсіса Лопеса, Театр Гете-Лірик
- 1954 — «Коштовна безглуздість» («Les Précieuses ridicules»), п'єса Мольєра, режисер Мішель Галабрю
- 1954 — «Лікар на зло собі» («Le Médecin malgré lui»), п'єса Мольєра, режисер Мішель Галабрю
- 1954 — «Прокурори» («Les Plaideurs»), п'єса Расіна, режисер Жоржа Ле Руа, Театр Піті Маріньї
- 1954 — «Порт-Рояль» («Port-Royal»), п'єса Анрі де Монтерлана, режисер Жан Мейєр, «Комеді Франсез», як студент консерваторії
- 1955 — «Фантазія» («Fantasio»), п'єса Альфреда де Мюссе, режисер Жюльєн Берто, «Комеді Франсез», як студент консерваторії
- 1955 — «Благовіщення Марії» («L'Annonce faite à Marie»), п'єса Поля Клоделя, режисер Жюльєн Берто, «Комеді Франсез», як студент консерваторії
- 1956 — «Готель вільного обміну» («L'Hôtel du libre échange»), п'єса Жоржа Фейдо, режисер Жан-П'єр Греньє, з трупою Греньє-Юссено, Театр Маріньї
- 1957 — «Цезар і Клеопатра» («César et Cléopâtre»), п'єса Джорджа Бернарда Шоу, режисер Жан Ле Пулен, Театр Сари Бернхардт
- 1957 — «Приборкання норовливої» («La Mégère apprivoisée»), п'єса Вільяма Шекспіра, режисер Жорж Віталі, Театр Атені
- 1958 — «Оскар» («Oscar»), п'єса Клода Маньє, режисер Жак Моклер, Театр Атені
- 1959 — «Скарбниця» («Trésor party»), п'єса Бернара Реньє за мотивами роману «Гроші в банку», опублікованого 1946 року Пелемом Вудхаусом, режисер Крістіан-Жерар, Театр Ла Брюйєр
- 1987 — «Кін» («Kean»), п'єса Жана-Поля Сартра за твором Александра Дюми, режисер Робер Оссейн, Театр Маріньї
- 1989—1990 — «Сірано де Бержерак» («Cyrano de Bergerac»), п'єса Едмона Ростана, режисер Робер Оссейн, Театр Маріньї
- 1993 — «Кравець для жінок» («Tailleur pour dames»), п'єса Жоржа Фейдо, режисер Бернар Мюра, Паризький театр
- 1996—1997 — «Блоха у вусі» («La Puce à l'oreille»), п'єса Жоржа Фейдо, режисер Бернар Мюра, Театр Вар'єте
- 1998—1999 — «Фредерік або бульвар злочину» («Frédérick ou le Boulevard du Crime»), п'єса Еріка-Еммануеля Шмітта, режисер Бернар Мюрат, Театр Маріньї, потім виконувалася під час гастролів

## Почесті

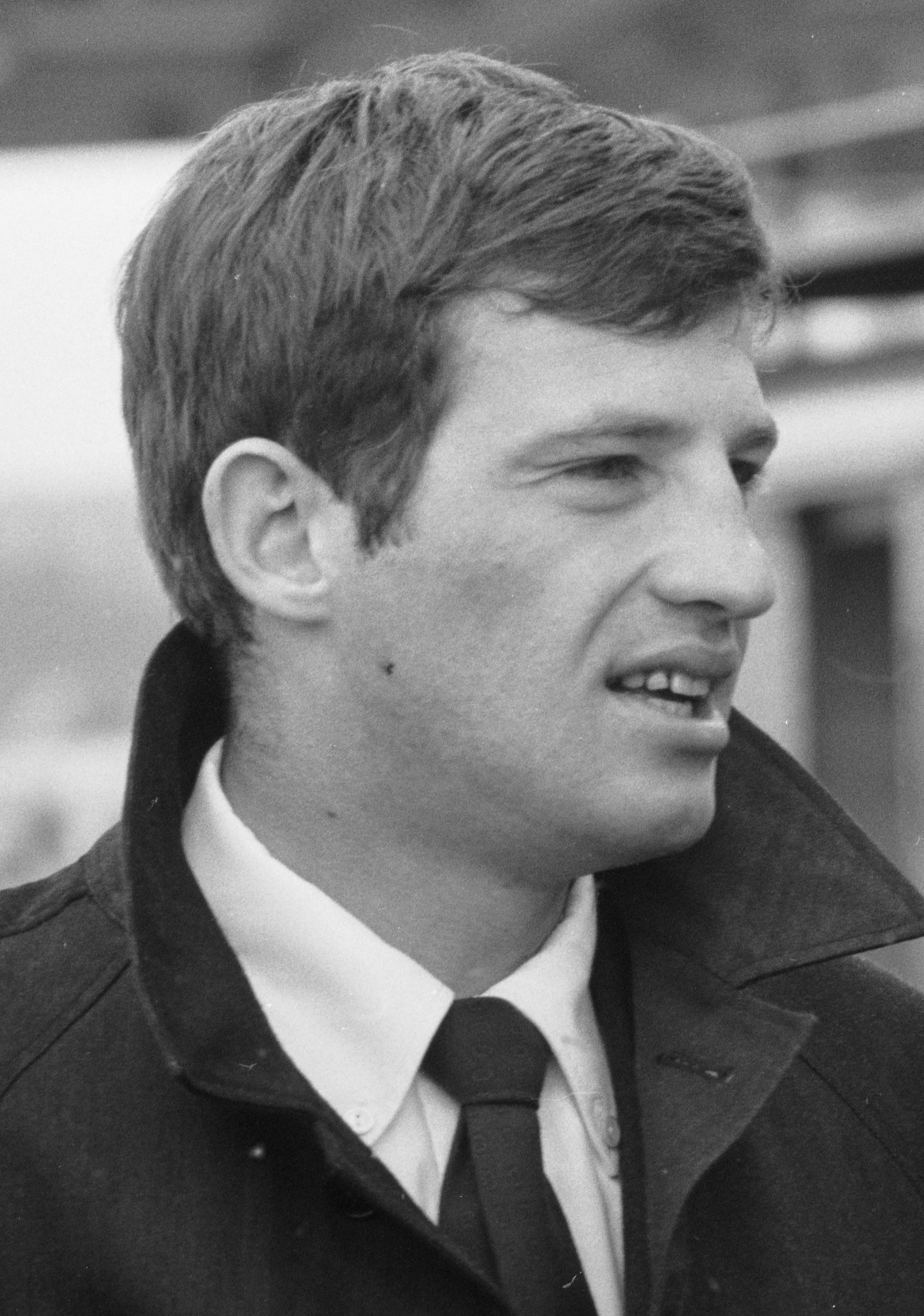
Бельмондо у 1962 році

### Відзнаки

#### Франція
Орден Почесного легіону
- Великий офіцер (13 липня 2019)[161]
- Командор (2007)[162]
- Офіцер (1991)
- Кавалер (1980)

Орден «За заслуги»
- Великий офіцер (2 травня 2017)[163]
- Командор (1994)[164]
- Офіцер (1986)

Орден Мистецтв та літератури
- Командор (28 червня 2006)[165]

#### Бельгія
Орден Леопольда I
- Кавалер (2012)[166]

### Нагороди

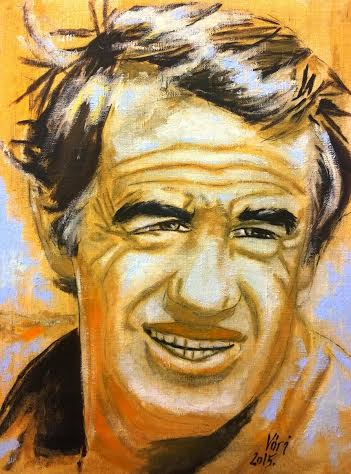
Портрет Бельмондо угорської художниці Варі Джолт (2015)

- Приз «лимон, апельсин і бутон»[fr] (1972)[167]
- Приз Брігадьє[fr] за п'єсу «Кін» Жана-Поля Сартра, Театр Маріньї (1987)
- Премія «Сезар» за найкращу чоловічу роль за «Улюбленця долі», призначена під час церемонії «Сезар» 1989 року (відмовився від нагороди[168]).
- Премія Півня французької спільноти Бельгії[fr], Палац образотворчих мистецтв[fr] в Брюсселі (2012)[169]

### Номінації
- BAFTA за найкращу чоловічу роль[fr], «Леон Морен, священник», вручена на BAFTA 1963 року[fr].
- BAFTA за найкращу чоловічу роль, «Безтямний П'єро», вручена на BAFTA 1967 року[fr].

### Вшанування
- «Золота пальмова гілка»[fr] за кар'єрні досягнення, вручена на Каннському кінофестивалі 2011 року[170].
- «Золотий лев» за кар'єрні досягнення, вручений на Венеціанському кінофестивалі 2016 року.
- «Сезар» за кар'єрні досягнення, присуджений на церемонії 2017 року.
- «Золота рукавичка», вручена на церемонії у Брюсселі 19 жовтня 2019 року.
- «Сезар» за кар'єрні досягнення, присуджений на церемонії 2022 року.

## Використання в популярній культурі
- Бельмондо надихнув Жан-Мішеля Шарльє[fr] і Жана Жиро на створення персонажа серії коміксів «Блуберрі»[fr] 1963 року.
- Риси Бельмондо були використані для створення героя серії малоформатних італійських коміксів «Голдрейк», які публікувалися в Італії між 1966—1980 роками та у Франції компанією «Elvifrance» під назвою «Голдбой»[171].
- У японському мультфільмі «Тисяча і одна ніч» (1969) обличчя героя Аладдіна набуває рис Бельмондо.
- Бельмондо надихнув художника Буїкі Терасаву, який був фанатом актора, на створення свого персонажа манги «Кобра»[172].
- У японській серії ігор «Castlevania» існує ціла низка героїв з рисами актора, яка до перекладу європейськими мовами мала назву «Бельмондо»[173].
- У радянському фільмі «Самотнім надається гуртожиток» (1983), у кімнаті гуртожитку, де живуть головні героїні фільму, зокрема у виконанні Наталії Гундаревої, на стіні висить чорно-біле фото Бельмондо. А у іншому радянському фільмі «Круїз, або Розлучна подорож» (1991) персонаж у виконанні Анатолія Дяченка, на ім'я Микола Загорулько, каже жінці, яка йому подобалася «Ви така гарна, як Бельмондо».

## Автобіографії
- Trente ans et vingt-cinq films, suivi des Dix commandements du Belmondisme, Union Générale d'Éditions, Paris, collection Voici- Ceux dont on parle, 1963, 122 p. (ASIN B0014YFSYO)
- Belmondo — 40 ans de carrière, TF1 Éditions, 1996 (ISBN 978-2-87761-133-6)
- Mille vies valent mieux qu'une, Fayard, 2016, 312 p. (ISBN 978-2-25318-008-1)
- Belmondo par Belmondo, Fayard, 2016, 304 p. (ISBN 978-2-21370-096-0)